# Liste von Orgelbauern
Die Liste von Orgelbauern bietet einen nach Ländern geordneten Überblick über Orgelbauer bzw. Orgelbau-Werkstätten, die umfassende Bekanntheit erlangt haben. Erfasst werden Erbauer von Pfeifenorgeln, nicht aber von elektronischen Orgeln oder Harmonikainstrumenten. Die Zusammenstellung erhebt keinen Anspruch auf Vollständigkeit.
Die Liste von Orgelbauern (chronologisch) enthält Orgelbauer bis Geburtsjahrgang 1900.

## Erklärung
- Kurzname: Bezeichnet den Familiennamen des Orgelbauers bzw. des Firmengründers. Der Kurzname wird häufig in Verbindung mit der Instrumentenbezeichnung genannt (z. B. Schnitger-Orgel).
- Offizielle Bezeichnung: Bezeichnet den offiziellen Firmennamen (soweit vorhanden bzw. bekannt).
  - Gründer/Eigentümer: Bezeichnet den vollständigen Namen des Unternehmensgründers bzw. des Eigentümers, soweit bekannt.
- Sitz: Nennt den Standort bzw. die Standorte der Werkstatt bzw. des Unternehmens.
- Bestehen: Nennt das Jahr der Unternehmensgründung bzw. den Zeitraum der Betriebsaktivität.
- hauptsächliches Verbreitungsgebiet: Bezeichnet das Gebiet bzw. die Gebiete, der überwiegenden Tätigkeit des Orgelbauers bzw. des Unternehmens.
- Bemerkungen: Nennt besondere Merkmale des Orgelbauers bzw. des Unternehmens oder auch Verwandtschaftsverhältnisse.
- Bild: Zeigt Abbildungen von Firmenschildern bzw. Logos.

## Australien
| Kurzname   | Offizielle Bezeichnung Gründer/Eigentümer                            | Sitz      | Bestehen  | hauptsächliches Verbreitungsgebiet | Bemerkungen | Bild |
| ---------- | -------------------------------------------------------------------- | --------- | --------- | ---------------------------------- | ----------- | ---- |
| Fincham    | George Fincham & Sons George Fincham                                 | Melbourne | 1862–2006 | Australasien                       |             |      |
| Whitehouse | B.B. Whitehouse Benjamin Burton Whitehouse, Joseph Howell Whitehouse | Brisbane  | 1823–1982 | Australien                         |             |      |

## Belgien
| Kurzname   | Offizielle Bezeichnung Gründer/Eigentümer                              | Sitz                        | Bestehen  | hauptsächliches Verbreitungsgebiet | Bemerkungen                                          | Bild |
| ---------- | ---------------------------------------------------------------------- | --------------------------- | --------- | ---------------------------------- | ---------------------------------------------------- | ---- |
| Collon     | Patrick Collon                                                         | Laeken/Laken                | seit 1967 | Belgien, Frankreich, Deutschland   |                                                      |      |
| Merklin    | J. Merklin-Schütze et Cie. Joseph Merklin, Friedrich Schütze           | Brüssel, später Paris, Lyon | 1843–?    | Belgien, Frankreich                | Joseph Merklin ist der Sohn von Franz Joseph Merklin |      |
| Schumacher | Schumacher Orgelbau Stephan Schumacher                                 | Eupen                       | seit 1956 | Belgien                            | Größte Orgelbauwerkstatt Belgiens                    |      |
| Thomas     | Manufacture d’Orgues Thomas André Thomas                               | Stavelot                    | seit 1965 | Belgien, Westdeutschland           |                                                      |      |
| van Bever  | Van Bever Frères Adrien van Bever, Petrus van Bever, Salomon van Bever | Laeken/Laken                | 1880–1925 | Belgien, Nordfrankreich            |                                                      |      |

## Dänemark
| Kurzname   | Offizielle Bezeichnung Gründer/Eigentümer                 | Sitz                        | Bestehen    | hauptsächliches Verbreitungsgebiet | Bemerkungen                                                        | Bild |
| ---------- | --------------------------------------------------------- | --------------------------- | ----------- | ---------------------------------- | ------------------------------------------------------------------ | ---- |
| Andersen   | P. G. Andersen & Bruhn Poul-Gerhard Andersen, Peter Bruhn | Årslev-Rødekro, Ølstykke    | seit 1995   | Dänemark                           |                                                                    |      |
| Frobenius  | Frobenius Orgelbyggeri Theodor Frobenius                  | Lyngby                      | seit 1909   | Dänemark                           |                                                                    |      |
| Köhne      | Daniel Köhne                                              | Kopenhagen                  | 19. Jh.     | Dänemark                           |                                                                    |      |
| Marcussen  | Marcussen & Søn Jürgen Marcussen                          | Aabenraa                    | seit 1806   | Nordeuropa                         |                                                                    |      |
| Müller     | Hartvig Jochum Müller                                     | Kopenhagen                  | 18. Jh.     | Dänemark                           |                                                                    |      |
| Oppenhagen | Hans Friderich Oppenhagen                                 | Ringkøbing, später Bornholm | 18./19. Jh. | Dänemark                           |                                                                    |      |
| Starup     | I. Starup & Søn Knud Olsen                                | Kopenhagen                  | 1858–1986   | Dänemark                           | 1898 durch Olsens Schwiegersohn Carl Imanuel Starup weitergeführt. |      |
| Worm       | Amdi Worm                                                 | Aarhus, später Engum        | 18. Jh.     | Dänemark                           |                                                                    |      |

## Deutschland
| Kurzname                   | Offizielle Bezeichnung Gründer/Eigentümer                                                                                      | Sitz                                                     | Bestehen                  | hauptsächliches Verbreitungsgebiet                            | Bemerkungen | Bild |
| -------------------------- | --- | -------------------------------------------------------- | ------------------------- | ------------------------------------------------------------- | --- | ---- |
| Ahrend                     | Ahrend & Brunzema Jürgen Ahrend, Gerhard Brunzema                                                                              | Leer-Loga                                                | 1954–1971                 | Norddeutschland                                               | |      |
| Ahrend                     | Jürgen Ahrend Orgelbau Jürgen Ahrend                                                                                           | Leer-Loga                                                | seit 1971                 | Norddeutschland                                               | Erlangte größere Bekanntheit durch die Restaurierungen von Barockorgeln. Betrieb seit 2005 fortgeführt durch Hendrik Ahrend.                                                                                      |      |
| Aichgasser                 | Johann Georg Aichgasser | Hechingen                                                | 18. Jh.                   | Hohenzollern und Oberschwaben                                 | |      |
| Albiez                     | Konrad Albiez | Waldshut                                                 | 1839–?                    | Südwestdeutschland                                            | |      |
| Albiez                     | Winfried Albiez | Lindau (Bodensee)                                        | 1969–1984                 | Südwestdeutschland                                            | Betrieb 1985 durch Orgelbau Vleugels übernommen |      |
| Allgeyer                   | Benedikt Allgeyer | Wasseralfingen                                           | 1843–1849                 | Süddeutschland                                                | Sohn von Joseph Nikolaus Allgeyer |      |
| Allgeyer                   | Franz Konrad Allgeyer | Wasseralfingen                                           | 18. Jh.                   | Süddeutschland                                                | Sohn von Joseph Allgeyer, Bruder von Joseph Narzissus Allgeyer |      |
| Allgeyer                   | Johann Georg Allgeyer d. Ä. | Hofen                                                    | 18. Jh.                   | Süddeutschland                                                | Begründer der Werkstatt in Hofen |      |
| Allgeyer                   | Johann Georg Allgeyer d. J. | Hofen                                                    | 19. Jh.                   | Süddeutschland                                                | Sohn von Johann Georg Allgeyer d. Ä. |      |
| Allgeyer                   | Joseph Allgeyer | Wasseralfingen                                           | 18. Jh.                   | Süddeutschland                                                | Sohn von Johann Georg Allgeyer d. Ä., Bruder von Johann Georg Allgeyer d. J., Begründer der Werkstatt in Wasseralfingen                                                                                           |      |
| Allgeyer                   | Joseph Narzissus Allgeyer | Wasseralfingen                                           | 18. Jh.                   | Süddeutschland                                                | Sohn von Joseph Allgeyer, Bruder von Franz Konrad Allgeyer |      |
| Allgeyer                   | Joseph Nikolaus Allgeyer | Wasseralfingen                                           | 18./19. Jh.               | Süddeutschland                                                | Sohn von Joseph Narzissus Allgeyer |      |
| Arndt-Ahrend               | Andreas Arndt-Ahrend | Nomborn                                                  | 1802–1862                 | Westdeutschland                                               | |      |
| Arndt-Ahrend               | Johann Arndt-Ahrend | Nomborn                                                  | 1764–1829                 | Westdeutschland                                               | |      |
| Bach                       | Orgelbauanstalt Karl Bach Karl Bach                                                                                            | Aachen                                                   | 20. Jh.                   | Westdeutschland                                               | |      |
| Bach                       | Michael Bach | Mechterstädt                                             | 17./18. Jh.               | Thüringen                                                     | |      |
| Bacigalupo                 | Giovanni Battista Bacigalupo                                                                                                   | Berlin                                                   | 1879–1975                 | Berlin                                                        | Bau von Drehorgeln |      |
| Bader                      | Maximilian Bader | Hardheim                                                 | 1879–1955                 | Süddeutschland                                                | |      |
| Bader                      | Wilhelm Bader jun. | Hardheim                                                 | 19./20. Jh.               | Süddeutschland                                                | Seit 1967 als Orgelbau Vleugels weitergeführt. |      |
| Bader                      | Wilhelm Bader sen. | Hardheim                                                 | 19. Jh.                   | Süddeutschland                                                | |      |
| Bahr                       | Günter Bahr | Weimar                                                   | 1966–2002                 | Ostdeutschland                                                | Nachfolger von Gerhard Kirchner, vor allem Reparaturen und Restaurierungen. Betrieb 1979 durch Norbert Sperschneider übernommen.                                                                                  |      |
| Bärmig                     | Johann Gotthilf Bärmig | Werdau                                                   | 19. Jh.                   | Ostdeutschland                                                | |      |
| Bayr                       | Anton Bayr | München                                                  | 18. Jh.                   | Süddeutschland                                                | |      |
| Bechstein                  | Friedrich Bechstein | Rotenburg an der Fulda                                   | 19. Jh.                   | Odenwald, Rheinhessen, Taunus                                 | |      |
| Bechstein                  | Heinrich Bechstein | Groß-Umstadt                                             | 19./20. Jh.               | Odenwald, Rheinhessen, Taunus                                 | Sohn von Friedrich Bechstein |      |
| Bechstein                  | Johann Hermann Heinrich Bechstein                                                                                              | Groß-Umstadt                                             | 1912–1920                 | Odenwald, Rheinhessen, Taunus                                 | Sohn von Heinrich Bechstein |      |
| Beck                       | David Beck | Halberstadt                                              | 16./17. Jh.               | Ostdeutschland                                                | Erbauer der Gröninger Orgel |      |
| Beck                       | Johann Casper Beck | Wernigerode, Halberstadt                                 | 18. Jh.                   | Hessen                                                        | |      |
| Becker                     | Michael Becker Orgelbau Klaus Becker                                                                                           | Tremsbüttel, später Freiburg i. Br.                      | seit 1955                 | Niederlande, Kanada, Norddeutschland, Skandinavien, USA       | |      |
| von Beckerath              | Rudolf von Beckerath Orgelbau Rudolf v. Beckerath                                                                              | Hamburg                                                  | seit 1949                 | Deutschland, Skandinavien, USA                                | |      |
| Beer                       | Georg Beer | Erling (Andechs)                                         | 18. Jh.                   | Süddeutschland                                                | |      |
| Behler & Waldenmaier       | Fidelis Behler, Georg Waldenmaier                                                                                              | München                                                  | 1860–1937                 | Oberbayern, Schwaben                                          | |      |
| Bente                      | Orgelbau Jörg Bente Jörg Bente                                                                                                 | Helsinghausen                                            | seit 1993                 | Mitteldeutschland                                             | |      |
| Bernauer                   | Blasius Bernauer | Staufen im Breisgau                                      | 18. Jh.                   | Südbaden, Schweiz                                             | |      |
| Bernauer                   | Xaver Bernauer | Staufen im Breisgau                                      | 18./19. Jh.               | Südbaden, Schweiz                                             | |      |
| Berner                     | Johann Adam Berner | Jever                                                    | 18. Jh.                   | Nordwestdeutschland                                           | |      |
| Bernhard                   | Johann Hartmann Bernhard | Romrod                                                   | 18. Jh.                   | Hessen                                                        | |      |
| Bernhard                   | Adam Karl Bernhard | Romrod, später Gambach                                   | 19. Jh.                   | Hessen                                                        | Sohn von Johann Hartmann Bernhard |      |
| Bernhard                   | Gebrüder Bernhard Karl Theodor Bernhard, Karl Rudolf Bernhard                                                                  | Gambach                                                  | 19./20. Jh.               | Hessen                                                        | Söhne von Adam Karl Bernhard |      |
| Bielfeldt                  | Erasmus Bielfeldt | Lüneburg, Bremen, Celle                                  | 18. Jh.                   | Norddeutschland                                               | |      |
| Binder                     | Martin Binder | Pfaffenhofen an der Ilm                                  | 1875–1909                 | Bayern                                                        | 1890–1900 gemeinsam mit Willibald Siemann als Binder & Siemann |      |
| Bittner                    | Johann Adam Bittner | Hilpoltstein                                             | 18./19. Jh.               | Mittelfranken, Oberbayern                                     | |      |
| Boden                      | Wilhelm Boden | Halberstadt                                              | 19. Jh.                   | Sachsen-Anhalt                                                | |      |
| Böhm                       | Hugo Böhm Orgelbau Hugo Böhm                                                                                                   | Waltershausen (bis 1900), Gotha                          | 1888–1926                 | Ostdeutschland                                                | Betrieb ab 1920 geführt von Paul und Rudolf Böhm |      |
| Böhm                       | Orgelbauanstalt Rudolf Böhm Rudolf Böhm                                                                                        | Gotha                                                    | 1926–1995                 | Ostdeutschland                                                | Betrieb ab 1961 geführt von Gerhard Böhm, auch Produktion und Alleinvertrieb von Winderzeugern in der DDR |      |
| Börger                     | Carl Börger | Gehlsdorf                                                | 1873–1912                 | Mecklenburg                                                   | |      |
| Börger                     | Christian Börger | Gehlsdorf                                                | 1912–1945                 | Mecklenburg                                                   | |      |
| Böttcher                   | Carl Friedrich Wilhelm Böttcher                                                                                                | Magdeburg                                                | 1855–1876                 | Ostdeutschland                                                | |      |
| Böttner                    | Orgelbau Böttner Wolfgang Böttner                                                                                              | Frankenberg                                              | seit 1960                 | Nordhessen                                                    | |      |
| Bosch                      | Werner Bosch Orgelbau Werner Bosch                                                                                             | Niestetal                                                | seit 1945                 | Deutschland, Japan, Korea, Schweiz, Skandinavien, USA         | |      |
| Brammertz-Gilmann          | Johann Josef Brammertz, Laurenz Gillmann                                                                                       | Kornelimünster                                           | 18. Jh.                   | Westdeutschland                                               | |      |
| Brandenstein               | Johann Adam Brandenstein | Kitzingen                                                | 17./18. Jh.               | Unterfranken                                                  | |      |
| Brandenstein               | Johann Konrad Brandenstein | Kitzingen                                                | 17./18. Jh.               | Mittelfranken                                                 | Sohn von Johann Adam Brandenstein |      |
| Braun                      | Martin Braun | Hofen                                                    | 1833–1918                 | Südwürttemberg, Südbaden, Schweiz                             | |      |
| Breidenfeld                | Heinrich Wilhelm Breidenfeld                                                                                                   | Münster, später Trier                                    | 19./20. Jh.               | Westdeutschland, Raum Trier                                   | |      |
| Breil                      | Franz Breil GmbH Orgelbau Josef Anton Breil                                                                                    | Dorsten                                                  | 1836–2016                 | Westfalen                                                     | |      |
| Breil                      | Johann Anton Breil | Regensburg                                               | 1853–1892                 | Oberpfalz                                                     | Bruder von Josef Anton Breil |      |
| Brunner                    | Tobias Brunner | Lunden                                                   | 17. Jh.                   | Norddeutschland                                               | Erbauer der derzeit ältesten, noch spielbaren Orgel Schleswig-Holsteins (St. Martin in Tellingstedt) |      |
| Bürgy                      | Johann Conrad Bürgy | Bad Homburg vor der Höhe                                 | 18. Jh.                   | Hessen                                                        | |      |
| Bürgy                      | Gebrüder Bürgy Philipp Heinrich Bürgy, Johann Georg Bürgy, Johann Ludwig Wilhelm Bürgy                                         | Bad Homburg vor der Höhe                                 | 18. Jh.                   | Hessen                                                        | |      |
| Buchholz                   | Carl August Buchholz | Berlin                                                   | 19. Jh.                   | Ostdeutschland                                                | Sohn von Johann Simon Buchholz |      |
| Buchholz                   | Carl Friedrich Buchholz | Berlin                                                   | 19. Jh.                   | Ostdeutschland                                                | Sohn von Carl August Buchholz |      |
| Buchholz                   | Johann Simon Buchholz | Berlin                                                   | 19. Jh.                   | Ostdeutschland                                                | Gilt als einer der bedeutendsten preußischen Orgelbauer. |      |
| Buckow                     | Carl Friedrich Ferdinand Buckow                                                                                                | Hirschberg, später Wien, Prag                            | 1828–1864                 | Ostdeutschland, später auch Österreich, Ungarn                | |      |
| Busch                      | Johann Daniel Busch | Itzehoe                                                  | 18. Jh.                   | Norddeutschland                                               | Sohn von Johann Dietrich Busch |      |
| Busch                      | Johann Dietrich Busch | Itzehoe                                                  | 18. Jh.                   | Norddeutschland                                               | |      |
| Cartellieri                | Gustav Cartellieri | Wittlich                                                 | 1973–2010                 | Rheinland-Pfalz, Saarland                                     | |      |
| Casparini                  | Adam Horatio Casparini | Breslau                                                  | 17./18. Jh.               | Schlesien                                                     | Sohn von Eugenio Casparini |      |
| Casparini                  | Adam Gottlob Casparini | Breslau                                                  | 18. Jh.                   | Schlesien                                                     | Sohn von Adam Horatio Casparini |      |
| Casparini                  | Eugenio Casparini | Görz, Triest, Venedig, Padua                             | 17./18. Jh.               | Italien, später Schlesien                                     | |      |
| Claunigk                   | Carl Gotthold Claunigk | Sonnewalde                                               | 18./19. Jh.               | Niederlausitz                                                 | |      |
| Compenius                  | Esaias Compenius der Ältere | Magdeburg, später Wolfenbüttel                           | 16./17. Jh.               | Ostdeutschland                                                | Sohn von Heinrich Compenius d. Ä. |      |
| Compenius                  | Heinrich Compenius der Ältere                                                                                                  | Nordhausen                                               | 16. Jh.                   | Hessen, Thüringen                                             | |      |
| Compenius                  | Heinrich Compenius der Jüngere                                                                                                 | Nordhausen                                               | 17. Jh.                   | Ostdeutschland                                                | Sohn von Heinrich Compenius d. Ä. |      |
| Compenius                  | Ludwig Compenius | Naumburg                                                 | 17. Jh.                   | Mitteldeutschland                                             | Sohn von Heinrich Compenius d. J. |      |
| Compenius                  | Timotheus Compenius | Staffelstein, später Königsberg i.Bay.                   | 16./17. Jh.               | Ostdeutschland, Süddeutschland                                | Sohn von Heinrich Compenius d. Ä. |      |
| Constabel                  | Johann Friedrich Constabel | Wittmund                                                 | 18. Jh.                   | Ostfriesland                                                  | |      |
| Contius                    | Heinrich Andreas Contius | Altenburg, später Riga, Tallinn, Valmiera                | 18. Jh.                   | Ostdeutschland, Baltikum                                      | Gilt als der bedeutendste Orgelbauer des Baltikums. |      |
| Courtain                   | Jacob Courtain | Burgsteinfurt                                            | 18. Jh.                   | Nordwestdeutschland                                           | |      |
| Creutzburg                 | Johannes Creutzburg | Duderstadt                                               | 17./18. Jh.               | Mitteldeutschland                                             | |      |
| Dahm                       | Johann Jakob Dahm | Mainz                                                    | 17./18. Jh.               | Mittelrhein                                                   | |      |
| Dauphin                    | Johann Christian Dauphin | Kleinheubach                                             | 17./18. Jh.               | Mitteldeutschland                                             | |      |
| Dauphin                    | Johann Eberhard Dauphin | Kleinheubach                                             | 17./18. Jh.               | Osthessen                                                     | |      |
| Deininger                  | Deininger & Renner Albrecht Deininger, Manfred Renner                                                                          | Holzkirchen im Ries, später Oettingen, Wassertrüdingen   | seit 1964                 | Süddeutschland                                                | |      |
| Dickel                     | Peter Dickel | Treisbach                                                | 18. Jh.                   | Hessen                                                        | |      |
| Diepenbrock                | Johann Diepenbrock | Norden                                                   | 1881–1919                 | Ostfriesland                                                  | |      |
| Dinckel                    | Hans Dinckel | Speyer                                                   | 16. Jh.                   | Kurpfalz, Elsass                                              | |      |
| Dinse                      | Lang & Dinse Ferdinand Dinse, August Lang                                                                                      | Berlin                                                   | 1839–1861                 | Mitteldeutschland                                             | |      |
| Dinse                      | Ferdinand Dinse | Berlin                                                   | 1861–1871                 | Mitteldeutschland                                             | |      |
| Dinse                      | Gebr. Dinse Oswald Dinse, Paul Dinse                                                                                           | Berlin                                                   | 1871–1987                 | Mitteldeutschland                                             | |      |
| Dold                       | Willy Dold | Freiburg im Breisgau                                     | 20. Jh.                   | Südbaden                                                      | |      |
| Döring                     | Johann Ernst Döring | Ostheim                                                  | 18. Jh.                   | Ostdeutschland, Osthessen                                     | |      |
| Dörr                       | Ignaz Dörr | Waldstetten                                              | 1855–1886                 | Odenwald                                                      | Nach dem Tod Ignaz Dörrs von Wilhelm Bader sen. übernommen. |      |
| Donati                     | Christoph Donat | Leipzig                                                  | 18. Jh.                   | Ostdeutschland, Mitteldeutschland                             | |      |
| Dreher                     | Joseph Anton Dreher | Illereichen                                              | 19. Jh.                   | Schwaben                                                      | Sohn von Meinrad Dreher |      |
| Dreher                     | Meinrad Dreher | Illereichen                                              | 18./19. Jh.               | Schwaben                                                      | |      |
| Dressel                    | Johann Tobias Dressel | Buchholz                                                 | 17./18. Jh.               | Sachsen                                                       | Sohn von Tobias Dressel |      |
| Dressel                    | Tobias Dressel | Falkenstein/Vogtl.                                       | 17./18. Jh.               | Sachsen, Franken                                              | |      |
| Dreymann                   | Bernhard Dreymann | Mainz                                                    | 18./19. Jh.               | Raum Mainz, Odenwald                                          | |      |
| Dreymann                   | Hermann Dreymann | Mainz                                                    | 1855–1877                 | Raum Mainz                                                    | Sohn von Bernhard Dreymann |      |
| Dropa                      | Matthias Dropa | Hamburg, später Lüneburg                                 | 17./18. Jh.               | Norddeutschland                                               | |      |
| Eckmann                    | Heinrich Wilhelm Eckmann | Quakenbrück                                              | 18. Jh.                   | Emsland, Ostfriesland                                         | |      |
| Eder                       | Eder Orgelbau Roland Eder | Heufeld                                                  | seit 2015                 | Süddeutschland                                                | |      |
| Edenhofer                  | Ludwig Edenhofer | Regen                                                    | 1852–1897                 | Niederbayern                                                  | |      |
| Edenhofer                  | Ludwig Edenhofer junior | Deggendorf                                               | 1893–1928                 | Niederbayern, Oberpfalz                                       | Sohn von Ludwig Edenhofer |      |
| Egedacher                  | Christoph Egedacher | Straubing                                                | 17. Jh.                   | Bayern, Salzburg                                              | Sohn von Christoph Egedacher d. Ä. |      |
| Egedacher                  | Christoph Egedacher der Ältere                                                                                                 | Straubing                                                | 17. Jh.                   | Südbayern, Österreich                                         | |      |
| Egedacher                  | Johann Christoph Egedacher | Salzburg                                                 | 18. Jh.                   | Südbayern, Österreich                                         | Sohn von Christoph Egedacher |      |
| Egedacher                  | Johann Ignaz Egedacher | Salzburg, Passau                                         | 18. Jh.                   | Südbayern, Österreich                                         | Sohn von Christoph Egedacher |      |
| Egedacher                  | Johann Rochus Egedacher | Salzburg                                                 | 18. Jh.                   | Südbayern, Österreich                                         | Sohn von Johann Christoph Egedacher |      |
| Eggert                     | Eggert Orgelbau-Anstalt Georg Josias Eggert                                                                                    | Paderborn                                                | 19. Jh.                   | Ostwestfalen, Südwestfalen                                    | |      |
| Ehrlich                    | Anton Ehrlich | Straubing                                                | 18. Jh.                   | Niederbayern, Oberpfalz                                       | Sohn von Adam Ehrlich d. Ä. |      |
| Ehrlich                    | Johann Ehrlich | Landshut                                                 | 18. Jh.                   | Niederbayern, Oberpfalz, Oberbayern                           | Sohn von Adam Ehrlich d. Ä. |      |
| Ehrlich                    | Johann Adam Ehrlich | Wachbach                                                 | 18. Jh.                   | Süddeutschland                                                | Gründer der Orgelbauerdynastie Ehrlich |      |
| Eichfelder                 | Thomas Eichfelder | Bamberg                                                  | seit 1988                 | Franken                                                       | |      |
| Eifert                     | Adam Eifert | Stadtilm                                                 | 1871–1967                 | Thüringen, Hessen                                             | übernommen von Orgelbau Schönefeld |      |
| Eisenbarth                 | Orgelbau Eisenbarth Ludwig Eisenbarth                                                                                          | Passau                                                   | seit 1945                 | Süddeutschland                                                | Bekanntestes Werk ist die Passauer Domorgel, die größte Orgel Europas. |      |
| Eule                       | Hermann Eule Orgelbau Bautzen Hermann Eule                                                                                     | Bautzen                                                  | seit 1872                 | Ostdeutschland                                                | 1972–1990 als VEB Orgelbau Bautzen |      |
| Euler                      | Gebrüder Euler Balthasar Conrad Euler                                                                                          | Gottsbüren                                               | 19./20. Jh.               | Mitteldeutschland                                             | Das Unternehmen bestand in Hofgeismar bis gegen Ende des 20. Jahrhunderts und galt mit zwölf Generationen als ältestes Orgelbau-Unternehmen Deutschlands. Fortgeführt durch Orgelbau Krawinkel.                   |      |
| Evers                      | Edo Evers | Emden, Jever                                             | 17. Jh.                   | Ostfriesland                                                  | |      |
| Fahlberg                   | Eberswalder Orgelbauwerkstatt Ulrich Fahlberg                                                                                  | Eberswalde                                               | seit 1965                 | Brandenburg                                                   | |      |
| Fasen                      | Orgelbau Fasen Hubert Fasen | Oberbettingen                                            | seit 1994                 | Eifel, Rheinland                                              | |      |
| Faust                      | Paul Faust | Barmen, Schwelm                                          | 19./20. Jh.               | Westfalen, Rheinland                                          | |      |
| Feith                      | Anton Feith | Köln-Ehrenfeld/Paderborn                                 | 1897 1902–1973            | Westfalen, Belgien, Niederlande                               | |      |
| Fincke                     | Johann Georg Fincke | Saalfeld, Gera, Neustadt an der Orla                     | um 1680–1749              | Thüringen                                                     | |      |
| Fischer & Krämer           | Fischer & Krämer Orgelbau Friedrich Wilhelm Fischer, Johannes Krämer                                                           | Endingen                                                 | 1970–2019                 | Westdeutschland                                               | |      |
| Fleiter                    | Orgelbau Fleiter Friedrich Fleiter                                                                                             | Münster                                                  | seit 1872                 | Norddeutschland                                               | |      |
| Förster & Nicolaus         | Förster & Nicolaus Orgelbau Johann Georg Förster                                                                               | Lich                                                     | seit 1842                 | Hessen                                                        | |      |
| Förtsch                    | Adalbert Förtsch | Blankenhain                                              | 1858–1878                 | Thüringen                                                     | |      |
| Freiwiß                    | Balthasar Freiwiß | Aitrang                                                  | 1740–1783                 | Süddeutschland                                                | |      |
| Frenger & Eder             | Orgelbauwerkstätte Frenger & Eder Reinhard Frenger, Roland Eder                                                                | Feldkirchen (1990–2001), später Heufeld                  | 1990–2015                 | Süddeutschland                                                | Das Unternehmen wurde 2015 in Orgelbau Frenger und Orgelbau Eder aufgegliedert. |      |
| Frenger                    | Orgelbau Frenger Reinhard Frenger                                                                                              | Feldkirchen                                              | seit 2015                 | Süddeutschland                                                | |      |
| Friese                     | Friedrich Friese I | Polchow, später Parchim                                  | 19. Jh.                   | Mecklenburg                                                   | Sohn von Matthias Friese, etablierte die Orgelbauwerkstatt Friese als führend im Mecklenburg des 19. Jh. |      |
| Friese                     | Friedrich Friese II | Parchim, später Schwerin                                 | 19. Jh.                   | Mecklenburg                                                   | |      |
| Friese                     | Friedrich Friese III | Schwerin                                                 | 1856–1896                 | Mecklenburg                                                   | Werkstatt 1896 von Marcus Runge übernommen |      |
| Friese                     | Matthias Friese | Kummerow                                                 | 18. Jh.                   | Mecklenburg                                                   | Wirkte als Schulmeister, Organist und autodidaktischer Orgelbauer |      |
| Fritzsche                  | Gottfried Fritzsche | Meißen, Dresden, Wolfenbüttel, Celle, Ottensen           | 17. Jh.                   | Norddeutschland                                               | |      |
| Fritzsche                  | Hans Christoph Fritzsche | Kopenhagen                                               | 17. Jh.                   | Norddeutschland, Dänemark, Südschweden                        | Sohn von Gottfried Fritzsche |      |
| Frosch                     | Franz Joseph Frosch | München                                                  | 18./19. Jh.               | Süddeutschland                                                | |      |
| Führer                     | Alfred Führer | Wilhelmshaven                                            | 1933–2003                 | Norddeutschland, Westdeutschland, Rheinland                   | |      |
| Führer                     | Münchner Orgelbau Johannes Führer Wilhelm Stöberl, Guido Nenninger, Johannes Führer                                            | München                                                  | seit 1975                 | Süddeutschland, Oberbayern                                    | |      |
| Furtwängler                | Philipp Furtwängler & Söhne Philipp Furtwängler                                                                                | Arnum                                                    | 1838–1883                 | Norddeutschland                                               | |      |
| Furtwängler                | P. Furtwängler & Hammer Pius Furtwängler, Adolf Hammer                                                                         | Hannover                                                 | 1883–1937                 | Norddeutschland                                               | |      |
| Fux                        | Johann Georg Fux | Donauwörth                                               | 17./18. Jh.               | Süddeutschland                                                | |      |
| Gabler                     | Joseph Gabler | Ochsenhausen, Ravensburg                                 | 18. Jh.                   | Oberschwaben                                                  | Erbauer der Großen Orgel der Basilika St. Martin in Weingarten. |      |
| Gaida                      | Thomas B. Gaida | Wemmetsweiler                                            | seit 2002                 | Saarland, Westdeutschland                                     | |      |
| Garhammer                  | Josef Garhammer | Weilheim i.OB                                            | seit 1977                 | Oberbayern                                                    | |      |
| Geib                       | Johann Georg Geib | Frankenthal                                              | 18./19. Jh.               | Pfalz                                                         | |      |
| Geißler                    | Conrad Geißler | Eilenburg                                                | 1852–1897                 | Mitteldeutschland                                             | |      |
| Gerhard                    | Justinus Ehrenfried Gerhard | Lindig                                                   | 18./19. Jh.               | Ostdeutschland, Thüringen                                     | |      |
| Gerhardt                   | Orgelbau Christian Gerhardt & Söhne Christian Gerhardt                                                                         | Boppard                                                  | 1888–2018                 | Mittelrhein, Westdeutschland                                  | |      |
| Giesecke                   | Carl Giesecke | Göttingen                                                | 1844–2012                 | Niedersachsen                                                 | Ab 1870 ausschließlich Fertigung von Zungenpfeifen und Orgelteilen. Seit 1909 "Gieseckes Erben und W. Furtwängler".                                                                                               |      |
| Glatter-Götz               | Glatter-Götz Orgelbau Caspar Glatter-Götz, Heinz Kremnitzer                                                                    | Owingen, später Pfullendorf                              | seit 1993                 | Europa, Korea, USA                                            | |      |
| Glatzl                     | St. Gregoriuswerk Georg Glatzl                                                                                                 | Altmühldorf                                              | 1912–1980er Jahre         | Oberbayern                                                    | Nach dem Tod des Gründers 1947 von Max Sax weitergeführt |      |
| Gloger                     | Dietrich Christoph Gloger | Stade                                                    | 18. Jh.                   | Elbe-/Weserregion                                             | |      |
| Göckel                     | Karl Göckel | Epfenbach                                                | seit 1983                 | Süd- und Westdeutschland                                      | |      |
| Göller                     | Carl Göller | Tauberbischofsheim                                       | 1820er–1870er Jahre       | Baden                                                         | ab 1826 Kreisorgelbauer |      |
| Göthel                     | Christian Friedrich Göthel | Borstendorf                                              | 1830–1873                 | Sachsen                                                       | |      |
| Goll                       | Johann Andreas Goll | Kirchheim unter Teck                                     | 18./19. Jh.               | Südwestdeutschland                                            | |      |
| Goll                       | Christoph Ludwig Goll | Kirchheim unter Teck                                     | 19./20. Jh.               | Südwestdeutschland                                            | |      |
| Grieb                      | Conrad Grieb, Gottfried Grieb                                                                                                  | Griedel                                                  | 17./18. Jh.               | Hessen                                                        | |      |
| Grüneberg                  | August Wilhelm Grüneberg | Stettin                                                  | 19. Jh.                   | Mecklenburg, Pommern                                          | |      |
| Grüneberg                  | Barnim Grüneberg | Stettin                                                  | 19./20. Jh.               | Mecklenburg, Pommern                                          | Sohn von August Wilhelm Grüneberg |      |
| Gruol & Blessing           | Johann Viktor Gruol d. Ä., Johann Viktor Gruol d. J., Wilhelm Blessing                                                         | Bissingen an der Teck                                    | 1789–1870                 | Baden-Württemberg                                             | |      |
| Hackl                      | Josef Hackl | Rosenheim                                                | 19./20. Jh.               | Oberbayern, vorwiegend um Rosenheim                           | Übernahm die Werkstatt von Jakob Müller noch vor dessen Tod. |      |
| Hammer                     | Emil Hammer Orgelbau Adolf Hammer                                                                                              | Arnum                                                    | 1937–2007                 | Norddeutschland                                               | Seit Mai 2011 besteht die Nachfolgefirma E. Hammer Orgelbau mit Firmensitz in Hiddestorf. |      |
| Hardt                      | Orgelbau Hardt August Hardt | Möttau                                                   | seit 1906                 | Hessen                                                        | Nachfolgeunternehmen von Orgelbau Raßmann |      |
| Hartenthaler               | Erich R. Hartenthaler | Freiburg                                                 | 1980–2007                 | Süddeutschland                                                | |      |
| Hartmann                   | August Hartmann | Regensburg                                               | 1981–2011                 | Süddeutschland                                                | |      |
| Haseborg                   | Orgelbau in Ostfriesland Martin ter Haseborg                                                                                   | Uplengen                                                 | 1995/2003                 | Deutschland, Österreich, Norwegen, Estland                    | |      |
| Hasenmeyer                 | Philipp Heinrich Hasenmeyer | Hohenlohe                                                | 1700–1783                 | Südwestdeutschland                                            | |      |
| Hechenberger               | Martin Hechenberger | Passau                                                   | 19. Jh.                   | Niederbayern, Oberösterreich                                  | |      |
| Heerwagen                  | Wilhelm Heerwagen | Klosterhäseler, später Weimar                            | 1855–1935                 | Ostdeutschland                                                | |      |
| Heinemann                  | Johann Andreas Heinemann | Laubach, später Gießen                                   | 18. Jh.                   | Hessen                                                        | Gilt als bedeutendster Orgelbauer Oberhessens in der zweiten Hälfte des 18. Jh. |      |
| Heinssen                   | Johann Heinssen | Regensburg                                               | 19. Jh.                   | Oberpfalz, Niederbayern                                       | Werkstattnachfolger war Johann Anton Breil |      |
| Heintz                     | Georges Heintz | Schiltach                                                | seit 1970                 | Südbaden                                                      | |      |
| Heise                      | Gottlieb Heise | Potsdam                                                  | 1820–1894                 | Brandenburg                                                   | 1894 weitergeführt als Alexander Schuke Potsdam Orgelbau |      |
| Held                       | Johann Balthasar Held | Lüneburg, Stettin                                        | 17. Jh.                   | Norddeutschland                                               | Tätigkeit seit 1672 nachweisbar |      |
| Helfenbein                 | Wiegand Helfenbein | Gotha                                                    | 1910–1959                 | Thüringen                                                     | |      |
| Helfenbein                 | Hans Helfenbein | Gotha                                                    | 1959–1996                 | Thüringen                                                     | Neffe von Wiegand Helfenbein |      |
| Herbst                     | Heinrich Herbst d. Ä. | Magdeburg                                                | 17. Jh.                   | Hildesheim, Magdeburg, Harzvorland                            | |      |
| Herbst                     | Heinrich Herbst d. J. | Magdeburg                                                | 17./18. Jh.               | Hildesheim, Magdeburg, Harzvorland                            | |      |
| Herbst                     | Heinrich Gottlieb Herbst | Magdeburg                                                | 18. Jh.                   | Magdeburg                                                     | Nur ein Orgelneubau nachgewiesen. |      |
| Hey                        | Hey Orgelbau Wilhelm Hey | Ostheim                                                  | seit 1874                 | Thüringen, Hessen, Bayern                                     | Erbaute für die Expo 2012 die Vox Maris, die als lauteste Orgel der Welt gilt. |      |
| Hildebrandt                | Zacharias Hildebrandt | Dresden                                                  | 18. Jh.                   | Ostdeutschland                                                | |      |
| Hildebrandt                | Johann Gottfried Hildebrandt                                                                                                   | Dresden                                                  | 18. Jh.                   | Ostdeutschland                                                | Sohn von Zacharias Hildebrandt |      |
| Hillebrand                 | Gebrüder Hillebrand Orgelbau Hermann Hillebrand                                                                                | Altwarmbüchen                                            | seit 1948                 | Norddeutschland                                               | |      |
| Hindelang                  | Gebrüder Hindelang Heinrich I Hindelang                                                                                        | Ebenhofen                                                | 19./20. Jh.               | Süddeutschland                                                | |      |
| Hinrichsen Angel           | Jürgen Hinrichsen Angel | Flensburg                                                | 18./19. Jh.               | Norddeutschland                                               | |      |
| Hinrichsen Angel           | Nicolai Hinrichsen Angel | Flensburg                                                | 18./19. Jh.               | Norddeutschland                                               | |      |
| Hintz                      | Lotar Hintz | Köln, später Heusweiler                                  | 1945–1972                 | Saarland, Rheinland                                           | |      |
| Hirnschrodt                | Eduard Hirnschrodt | Regensburg                                               | 1933–1974                 | Oberpfalz, Niederbayern                                       | Betrieb 1974/1975 durch Georg Jann übernommen |      |
| Hock                       | Mamert Hock | Saarlouis                                                | 1833–1943                 | Saarland                                                      | |      |
| Höffgen                    | Wilhelm Caspar Joseph Höffgen                                                                                                  | Emden                                                    | 19. Jh.                   | Ostfriesland                                                  | |      |
| Hörl                       | Orgelbau Hörl Karsten Hörl | Helmbrechts                                              | 2005–2020                 | Oberpfalz, Niederbayern                                       | Übernahme im Frühjahr 2020 durch Vogtländischer Orgelbau Thomas Wolf. |      |
| Hörterich (auch Herterich) | Johann Georg Hörterich | Dirlewang, Mindelheim                                    | 1740–1765                 | Oberbayern, Schwaben                                          | |      |
| Hoffmann                   | Horst Hoffmann | Ostheim                                                  | 1945–2010                 | Franken, Süddeutschland                                       | Übernahme bzw. Weiterführung durch Hoffmann und Schindler |      |
| Hoffmann & Schindler       | Hoffmann und Schindler Günter Hoffmann, Christoph Schindler                                                                    | Ostheim                                                  | seit 2010                 | Franken, Süddeutschland                                       | Nachfolgebetrieb der Orgelbauerfamilie Markert. |      |
| Holland                    | Johann Caspar Holland | Schmiedefeld, später Untersuhl                           | 1790–1902                 | Thüringen, Sachsen                                            | |      |
| Hollenbach                 | Albert Hollenbach | Neuruppin                                                | 1877–1904                 | Brandenburg, Norwegen                                         | |      |
| Holy                       | Gerhard von Holy | Jever                                                    | 18. Jh.                   | Ostfriesland, Norddeutschland                                 | |      |
| Holzhey                    | Johann Nepomuk Holzhey | Ottobeuren                                               | 18./19. Jh.               | Süddeutschland                                                | Zählt neben Karl Joseph Riepp und Joseph Gabler zu den bedeutendsten Orgelbauern des süddeutschen Barock. |      |
| Horn                       | Carl Horn | Limburg an der Lahn                                      | 1897–1932                 | Taunus, Rheingau, Westerwald                                  | Die Werkstatt wurde 1932 durch Eduard Wagenbach übernommen. |      |
| Hüfken                     | Orgelbau Reinhard Hüfken Reinhard Hüfken                                                                                       | Halberstadt                                              | seit 1978                 | Ostdeutschland                                                | |      |
| Hünd                       | Ludwig Hünd | Linz am Rhein                                            | 1850–1873                 | Mittelrhein, Westdeutschland                                  | |      |
| Hus                        | Berendt Hus | Oldenburg                                                | 17. Jh.                   | Norddeutschland                                               | Hus war der Onkel und Lehrmeister des Orgelbauers Arp Schnitger. |      |
| Immer                      | Orgelbauwerkstatt Bartelt Immer Bartelt Immer                                                                                  | Norden-Süderneuland                                      | seit 1991                 | Norddeutschland                                               | |      |
| Ismayr                     | Günter Ismayr | Bernried am Starnberger See, Weiden in der Oberpfalz     | 1971–1988                 | Bayern                                                        | |      |
| Jäger & Brommer            | Waldkircher Orgelbau Jäger & Brommer Heinz Jäger; Wolfgang Brommer                                                             | Waldkirch                                                | seit 1988                 | Südwestdeutschland, Ostasien                                  | |      |
| Jahn                       | Julius Jahn & Sohn Friedrich Jahn                                                                                              | Dresden                                                  | 1907–1933                 | Ostdeutschland                                                | Erbauer der ersten Orgel mit Porzellanpfeifen (1899). |      |
| Jahnn                      | Hans Henny Jahnn | Hamburg                                                  | 20. Jh.                   | Norddeutschland                                               | |      |
| Janke                      | Rudolf Janke | Bovenden                                                 | seit 1958                 | Norddeutschland                                               | |      |
| Jann                       | Thomas Jann Orgelbau Georg Jann                                                                                                | Laberweinting                                            | seit 1974                 | Süddeutschland                                                | |      |
| Jehmlich                   | Jehmlich Orgelbau G. F. Jehmlich, J. G. Jehmlich, C. G. Jehmlich                                                               | Dresden                                                  | seit 1808                 | Ostdeutschland                                                | 1972–1990 als VEB Orgelbau Dresden |      |
| Jelaćić                    | Johann Jelaćić | Ludwigshafen, Duttweiler, später Speyer                  | 1877–1899                 | Pfalz                                                         | Die Werkstatt wurde nach 1899 von Franz Kämmerer übernommen. |      |
| Kämmerer                   | Franz Kämmerer | Speyer                                                   | 1899–1935                 | Pfalz                                                         | |      |
| Kalscheuer                 | Geschwister Kalscheuer | Nörvenich                                                | 19. Jh.                   | Rheinland                                                     | |      |
| Kaltschmidt                | Joachim/Jochim Christoph Kaltschmidt                                                                                           | Wismar, Lübeck, Stettin                                  | 18./19. Jh.               | Norddeutschland                                               | |      |
| Karl                       | Johannes Karl | Aichstetten                                              |                           |                                                               | |      |
| Kaps                       | Christoph Kaps | Gilching, später Eichenau                                | seit 1986                 | Oberbayern                                                    | |      |
| Keller                     | Michael Keller | Horbach (Westerwald)                                     | 1871–1894/1895            | Taunus, Rheingau, Westerwald,                                 | |      |
| Kemper                     | Kemper Orgelbau Emanuel (Philipp) Kemper                                                                                       | Lübeck                                                   | 1868–?                    | Norddeutschland, Mittelrhein                                  | |      |
| von Kerssenbrock           | Hubertus von Kerssenbrock | Grünwald                                                 | 1973–1998                 | Bayern                                                        | |      |
| Kienscherf                 | Friedrich Kienscherf | Eberswalde                                               | 1851–1888                 | Ostdeutschland                                                | |      |
| Kienscherf                 | H. und A. Kienscherf Albert Kienscherf, Hermann Kienscherf, später Karl Gerbig                                                 | Eberswalde                                               | 1921–1965                 | Ostdeutschland                                                | Unternehmen wird seit 1965 fortgeführt als Eberswalder Orgelbauwerkstatt. |      |
| Kirschner                  | Harm Dieder Kirschner | Weener, später Stapelmoor                                | seit 1997                 | Ostfriesland, Norddeutschland                                 | |      |
| Klais                      | Johannes Klais Orgelbau Johannes Klais                                                                                         | Bonn                                                     | 1882–1921                 | Rheinland, Eifel, Saarland                                    | Gilt als bedeutendstes Orgelbauunternehmen Deutschlands |      |
| Klais                      | Hans Klais | Bonn                                                     | 1921–1965                 | Deutschland, Belgien                                          | Sohn von Johannes Klais |      |
| Klais                      | Hans Gerd Klais | Bonn                                                     | 1965–1995                 | Europa, Asien                                                 | Sohn von Hans Klais |      |
| Klais                      | Philipp Klais | Bonn                                                     | seit 1995                 | Europa, Asien, Nord- und Südamerika, Australien               | Sohn von Hans Gerd Klais |      |
| Klapmeyer                  | Johann Hinrich Klapmeyer (* 1690)                                                                                              | Glückstadt                                               | 18. Jh.                   | Schleswig, Holstein                                           | |      |
| Klapmeyer                  | Johann Hinrich Klapmeyer (* 1724)                                                                                              | Oldenburg                                                | 18. Jh.                   | Raum Oldenburg                                                | Sohn von Michael David Klapmeyer |      |
| Klassmeier                 | Ernst Klassmeier | Kirchheide                                               | 1872–1942                 | Norddeutschland                                               | |      |
| Klausing                   | Hinrich Klausing | Herford                                                  | 17./18. Jh.               | Westfalen                                                     | |      |
| Klein                      | Reinalt Johannes Klein | Leipzig                                                  | seit 1998                 | Norddeutschland                                               | |      |
| Kleuker                    | Detlef Kleuker | Brackwede                                                | 1955–1992                 | Norddeutschland                                               | |      |
| Knauf                      | Johann Valentin Knauf | Großtabarz                                               | 1794–1835                 | Thüringen                                                     | |      |
| Knauf                      | Friedrich Christian Knauf | Großtabarz, Gotha                                        | 1832–1877                 | Thüringen                                                     | Sohn von Johann Valentin Knauf |      |
| Knauf                      | Guido Knauf | Großtabarz, Gotha                                        | 1855–1900                 | Thüringen, Norddeutschland                                    | Sohn von Friedrich Christian Knauf |      |
| Knauf                      | Gottlieb Knauf | Großtabarz, Bleicherode                                  | 1833–1872                 | Thüringen                                                     | Sohn von Johann Valentin Knauf |      |
| Knauf                      | Robert Knauf | Bleicherode                                              | 1858–1900                 | Mitteldeutschland                                             | Sohn von Gottlieb Knauf |      |
| Knauf                      | Ernst Knauf | Bleicherode                                              | 1890–1904                 | Mitteldeutschland                                             | Sohn von Robert Knauf |      |
| Knöpfler                   | Orgelbau Knöpfler Robert Knöpfler                                                                                              | Augsburg                                                 | seit 1996                 | Süddeutschland                                                | |      |
| Köhler                     | Eilert Köhler | Oldenburg                                                | 18. Jh.                   | Grafschaft Oldenburg, Thüringen                               | |      |
| Köhler                     | Johann Christian Köhler | Frankfurt am Main                                        | 18. Jh.                   | Hessen                                                        | |      |
| König                      | |                                                          |                           |                                                               | |      |
| Johann König               | Ingolstadt | 17. Jh.                                                  | Bayern                    |                                                               | |      |
| Caspar König               | Ingolstadt | 1700–1755                                                | Bayern                    | Sohn von Johann König                                         | |      |
| Balthasar König            | Münstereifel | 1715–1755                                                | Rheinland                 | Sohn von Johann König                                         | |      |
| Christian Ludwig König     | Münstereifel | 18. Jh.                                                  | Rheinland, Niederlande    | Sohn von Balthasar König                                      | |      |
| Korfmacher                 | Wilhelm Korfmacher | Linnich                                                  | 1838–1862                 | Region Aachen, Belgien                                        | Die Werkstatt wurde nach 1862 von Michael Dauzenberg übernommen. |      |
| Koulen                     | H. Koulen & Sohn Heinrich Koulen                                                                                               | Straßburg                                                | 1871–1921                 | Süddeutschland, Elsass                                        | |      |
| Krämer                     | Andreas Krämer | Heidelberg, Mannheim                                     | Mitte 18. Jh.–1790er      | Rhein-Neckar-Raum                                             | Letzter kurpfälzischer Hoforgelmacher; die Werkstatt wurde nach 1796 von seinem Schwiegersohn Anton Overmann I. übernommen                                                                                        |      |
| Kratochwil                 | Orgelbauanstalt Kratochwil Otto Kratochwil                                                                                     | Bonn                                                     | 1920er–1930er             | Südwestdeutschland, Litauen                                   | |      |
| Krawinkel                  | Orgelbau Krawinkel Elmar Krawinkel                                                                                             | Hofgeismar, später Trendelburg-Deisel                    | seit 1995                 | Nordhessen, Südniedersachsen und Ostwestfalen                 | Übernahme und Fortführung von Orgelbau Gebr. Euler. |      |
| Kreienbrink                | Orgelbau Kreienbrink Ludwig Rohlfing                                                                                           | Georgsmarienhütte                                        | seit 1841                 | Norddeutschland, Westfalen                                    | |      |
| Krell                      | Gebr. Krell Louis Krell | Gieboldehausen, später Duderstadt                        | seit 1866                 | Eichsfeld, Niedersachsen, Rheinland                           | Der letzte Neubau entstand 1988, seitdem nur noch Restaurierung und Wartung. |      |
| Kreutzbach                 | Urban Kreutzbach | Borna                                                    | 1828–1868                 | Mitteldeutschland                                             | |      |
| Kreutzbach                 | Richard Kreutzbach | Borna                                                    | 1868–1918                 | Mitteldeutschland, Thüringen                                  | seit 1903 weitergeführt als Schmidt & Berger |      |
| Kröger                     | Hermann Kröger | Nienburg/Weser                                           | 17. Jh.                   | Norddeutschland                                               | |      |
| Kubak                      | Rudolf Kubak | Augsburg                                                 | 1961–1996                 | Süddeutschland                                                | seit 1996 weitergeführt als Orgelbau Knöpfler |      |
| Kutter                     | Bernhard Kutter – Orgelbau & Audiotechnik Bernhard Kutter                                                                      | Ruhla, Friedrichroda (ab 2007)                           | 2006–2015                 | Thüringen                                                     | |      |
| Kutter                     | Kutter – Thüringer Orgelbau Benjamin Kutter                                                                                    | Friedrichroda                                            | ab 2015                   | Mitteldeutschland                                             | |      |
| Ladegast                   | Friedrich Ladegast | Weißenfels                                               | 1847–?                    | Nord- und Ostdeutschland                                      | Einer der bedeutendsten deutschen Orgelbauer in der zweiten Hälfte des 19. Jh. |      |
| Lehmann                    | Gebrüder Lehmann Carl Ferdinand Lehmann, Johann Gottfried Lehmann                                                              | Straupitz                                                | 1857–1898                 | Niederlausitz                                                 | |      |
| Lenter                     | Orgelbau Lenter Gerhard Lenter, Markus Lenter                                                                                  | Großsachsenheim                                          | seit 1999                 | Süddeutschland, Österreich                                    | |      |
| Lieb                       | Friedrich Lieb | Bietigheim-Bissingen                                     | seit 1995                 | Süddeutschland                                                | |      |
| Linder                     | Orgelbau Linder Alois Linder                                                                                                   | Nußdorf am Inn                                           | seit 1992                 | Oberbayern                                                    | |      |
| Link                       | Giengener Orgelmanufaktur Gebr. Link Johann Link, Paul Link                                                                    | Giengen an der Brenz                                     | seit 1851                 | Süddeutschland                                                | |      |
| Lobback                    | G. Christian Lobback | Wedel, später Neuendeich                                 | seit 1964                 | Norddeutschland                                               | |      |
| Lorentz                    | Johan Lorentz der Ältere | Flensburg, später Kopenhagen                             | 17. Jh.                   | Dänemark                                                      | Vater des Komponisten Johan Lorentz der Jüngere |      |
| Lütkemüller                | Friedrich Hermann Lütkemüller                                                                                                  | Wittstock/Dosse                                          | 1844–1897                 | Norddeutschland, Ostdeutschland                               | |      |
| Maerz                      | Max Maerz | München                                                  | 1844–1879                 | Süddeutschland                                                | |      |
| Maerz                      | Max Maerz & Sohn, Inh. F. B. Maerz Franz Borgias Maerz                                                                         | München                                                  | 1879–1910                 | Süddeutschland                                                | |      |
| Markert                    | Johann Georg Markert I. | Ostheim vor der Rhön                                     | 1804–?                    | Unterfranken                                                  | |      |
| Markert                    | Johann Georg Markert II. | Ostheim vor der Rhön                                     | 1848–1886                 | Unterfranken, Thüringen                                       | Sohn von Johann Georg Markert I. |      |
| Markert                    | Otto Reinhard Markert | Ostheim vor der Rhön                                     | 1886–1944                 | Unterfranken, Thüringen                                       | Sohn von Johann Georg Markert II., Unternehmen fortgeführt durch Hoffmann und Schindler |      |
| Marx                       | Ernst Julius Marx | Berlin                                                   | 18. Jh.                   | Mark Brandenburg, Pommern, Mecklenburg                        | |      |
| Matz & Luge                | Orgelbau Matz & Luge Alex Matz, Hans-Martin Luge                                                                               | Rheinmünster                                             | seit 1989                 | Baden-Württemberg                                             | |      |
| Mayer                      | Hugo Mayer Orgelbau Hugo Mayer                                                                                                 | Heusweiler                                               | seit 1952                 | Saarland, Rheinland-Pfalz                                     | |      |
| Mebold                     | Orgelbau Mebold Hans Peter Mebold                                                                                              | Marburg, später Siegen-Breitenbach                       | seit 1976                 | Hessen, Nordrhein-Westfalen                                   | |      |
| Mehmel                     | Friedrich Albert Mehmel | Stralsund                                                | 19. Jh.                   | Mecklenburg, Pommern                                          | Gilt neben Barnim Grüneberg als bedeutendster pommerscher Orgelbauer seiner Zeit. |      |
| Meier                      | Friedrich Meier | Plattling                                                | 1950–1978                 | Süddeutschland                                                | |      |
| Mende                      | Johann Gottlob Mende | Leipzig                                                  | 1820–1848                 | Sachsen                                                       | |      |
| Merklin                    | Franz Joseph Merklin | Freiburg i. Br.                                          | ca. 1821–?                | Baden                                                         | |      |
| Merten                     | Orgelbau Merten Siegfried Merten                                                                                               | Remagen                                                  | seit 1995                 | Westdeutschland, Rheinland                                    | |      |
| Mertz                      | Leonhard Mertz | Frankfurt a. M.                                          | 15. Jh.                   | Hessen, Mittelrhein, Süddeutschland                           | |      |
| Möller                     | Johann Patroclus Möller | Soest                                                    | 18. Jh.                   | Westfalen                                                     | Gilt als bedeutendster westfälischer Orgelbauer |      |
| Mönch                      | Mönch Orgelbau Xaver Mönch | Überlingen                                               | seit 1875                 | Süddeutschland                                                | |      |
| Mosengel                   | Johann Josua Mosengel | Königsberg i. Pr.                                        | 17./18. Jh.               | Mecklenburg, Pommern                                          | |      |
| Moser                      | Peter Moser | Mammendorf                                               | 1838–1854                 | Süddeutschland                                                | |      |
| Moser                      | Albert Moser | München                                                  | 1910–1955                 | Süddeutschland                                                | |      |
| Mühleisen                  | Orgelbau Mühleisen Konrad Mühleisen                                                                                            | Leonberg                                                 | seit 1986                 | Deutschland                                                   | |      |
| Müller                     | Orgelbauwerkstatt Gebrüder Müller                                                                                              | Reifferscheid                                            | 1802–1921                 | Rheinland, Luxemburg, Niederlande, Belgien                    | |      |
| Müller                     | Hinrich Just Müller | Wittmund                                                 | 18. Jh.                   | Ostfriesland                                                  | Übernahm die Werkstatt von Johann Friedrich Constabel nach dessen Tod. |      |
| Müller                     | Jakob Müller | Tuntenhausen, später Rosenheim                           | 19. Jh.                   | Oberbayern                                                    | |      |
| Müller                     | Valentin Müller | Heidelberg                                               | Spätes 17. Jhd.–1734      | Rhein-Neckar-Raum                                             | kurpfälzischer Land- und Hoforgelmacher |      |
| Müller                     | Johann Friedrich Ernst Müller                                                                                                  | Heidelberg                                               | erste Hälfte des 18. Jhd. | Baden, Pfalz                                                  | Sohn und Nachfolger Valentin Müllers, kurpfälzischer Hoforgelmacher |      |
| Müller                     | Liborius Müller | Heidelberg                                               | 1730er Jahre–1753         | Baden, Pfalz                                                  | Sohn Valentin Müllers |      |
| Müller                     | Rainer Müller | Merxheim                                                 | seit 1993                 | westliches Mitteldeutschland                                  | |      |
| Nenninger                  | Guido Nenninger | München                                                  | 1952–1984                 | Süddeutschland                                                | Sohn von Leopold Nenninger |      |
| Nenninger                  | Leopold Nenninger | München                                                  | 1917–1952                 | Süddeutschland                                                | |      |
| Nenninger & Moser          | Leopold Nenninger, Albert Moser                                                                                                | München                                                  | 1910–1917                 | Süddeutschland                                                | |      |
| Noeske                     | Orgelbauwerkstatt Rotenburg Dieter Noeske                                                                                      | Rotenburg                                                | seit 1964                 | Hessen, Norddeutschland                                       | |      |
| Nollet                     | Johann Bernhard Nollet | Trier                                                    | 18. Jh.                   | Luxemburg, Raum Trier                                         | Sohn von Roman Benedikt Nollet |      |
| Nollet                     | Roman Benedikt Nollet | Trier                                                    | 18. Jh.                   | Luxemburg, Saarland, Raum Trier                               | Sohn von Jean Nollet |      |
| Nußbücker                  | Mecklenburger Orgelbau Wolfgang Nußbücker                                                                                      | Erfurt, später Plau am See                               | seit 1965                 | Ostdeutschland                                                | |      |
| Oberlinger                 | Gebr. Oberlinger Orgelbau Wolfgang Oberlinger                                                                                  | Windesheim                                               | seit 1860                 | Deutschland, Israel, Litauen u. a.                            | |      |
| Oestreich                  | Jost (Jodocus) Oestreich | Oberbimbach, Bachrain auch Pottsville, später St. Clair  | 18.–20. Jh.               | Hessen, Franken, Thüringen, Westfalen, Vereinigte Staaten     | |      |
| Offner                     | Johann Offner | Augsburg, später Kissing                                 | seit 1828/1873            | Schwaben, Oberbayern                                          | |      |
| Offner                     | Maximilian Offner | Kissing                                                  | seit 1987                 | Oberbayern                                                    | |      |
| Opitz                      | Christoph Opitz | Dobra                                                    | 19. Jh.                   | Thüringen                                                     | |      |
| Osterhammer                | Willi Osterhammer | Prien am Chiemsee                                        | seit 1995                 | Bayern                                                        | |      |
| Ott                        | Paul Ott | Göttingen                                                | 1932–2010                 | Deutschland, Europa                                           | |      |
| Overmann                   | Anton Overmann I. | Heidelberg                                               | 1799–1819                 | Nordbaden, Pfalz                                              | Übernahm die Werkstatt seines Schwiegervaters und letzten kurpfälzischen Hoforgelmachers Andreas Krämer |      |
| Overmann                   | Anton Overmann II. | Heidelberg, später Mannheim                              | 1819–1843                 | Nordbaden, Pfalz                                              | |      |
| Overmann                   | Wilhelm Friedrich Overmann | Heidelberg                                               | 1819–1839                 | Nordbaden, Pfalz                                              | |      |
| Overmann                   | Friedrich Albert Johann Baptist Overmann                                                                                       | Mannheim                                                 | 1853–1868                 | Nordbaden                                                     | |      |
| Papenius                   | Georg Benedict Papenius | Nordhausen                                               | 17./18. Jh.               | Nordthüringen, Ostniedersachsen                               | |      |
| Paschen                    | Paschen Kiel Orgelbau Hinrich Otto Paschen                                                                                     | Kiel                                                     | seit 1964                 | Norddeutschland, Nordeuropa                                   | |      |
| Peter                      | Willi Peter Orgelbauwerkstätten Willi Peter                                                                                    | Köln, später Lindlar                                     | seit 1945                 | Rheinland, Westdeutschland                                    | Umbau der Orgel in der Kunst-Station Sankt Peter Köln zu einem Instrument für zeitgenössische Musik nach dem Konzept von Peter Bares.                                                                             |      |
| Plum                       | Peter Plum | Marbach                                                  | 1964–2020                 | Baden-Württemberg                                             | |      |
| Poppe                      | Johann Christian Poppe | Stadtroda, später Schleiz                                | 18.–20. Jh.               | Thüringen                                                     | |      |
| Poppe                      | Gebr. Poppe Daniel Adolph Poppe, Ernst Poppe, Adolf Poppe                                                                      |                                                          | 1859–1889                 |                                                               | |      |
| Poppe                      | Ernst Poppe & Sohn Ernst Poppe, Bernhard Poppe                                                                                 | Schleiz                                                  | 1889–1928                 |                                                               | |      |
| Poppe                      | A. Poppe & Söhne | Rheinsheim, später Knittelsheim, Offenbach an der Queich | 19. Jh.                   | Südwestdeutschland                                            | |      |
| Pröbstl                    | Joseph Pröbstl | Füssen                                                   | 1824–1866                 | Schwaben (Bayern)                                             | |      |
| Pröbstl                    | Balthasar Pröbstl | Füssen                                                   | 1866–1895                 | Schwaben (Bayern)                                             | Nach dem Tod von Balthasar Pröbstl von Gebr. Späth Orgelbau übernommen. |      |
| Rapp                       | Orgelbauwerkstatt Harald Rapp Harald Rapp                                                                                      | Mengen-Ennetach                                          | seit 1985                 | Europa                                                        | |      |
| Raßmann                    | Orgelbau Raßmann Daniel Raßmann                                                                                                | Weilmünster, später Möttau                               | 1820–1896                 | Hessen                                                        | |      |
| Ratzmann                   | Georg Franz Ratzmann | Ohrdruf, später Gelnhausen                               | 19./20. Jh.               | Hessen, Thüringen                                             | Ab 1921 unter dem Namen „W. Ratzmann, Orgelbauanstalt, Inh. Rich. Schmidt“ |      |
| Reichenauer                | Wolfgang Reichenauer | Heilbronn                                                | 1486–um 1505              | Süddeutschland, Wien                                          | |      |
| Reiser                     | Reiser Orgelbau Albert Reiser                                                                                                  | Biberach an der Riß                                      | 1906–2000                 | Südwestdeutschland                                            | |      |
| Renner                     | Deininger & Renner Albrecht Deininger, Manfred Renner                                                                          | Wassertrüdingen                                          | seit 1964                 | Süddeutschland                                                | |      |
| Rensch                     | Orgelbau Rensch Richard Rensch                                                                                                 | Lauffen                                                  | seit 1956                 | Südwestdeutschland                                            | Rensch entwickelte 1968 den Mensuren-Rechenschieber, ein Hilfsmittel zur Bestimmung der Orgelpfeifenmensuren. |      |
| Richborn                   | Joachim Richborn | Hamburg                                                  | 17. Jh.                   | Norddeutschland, Skandinavien                                 | |      |
| Riegner & Friedrich        | Riegner & Friedrich Günter Riegner, Reinhold Friedrich                                                                         | Hohenpeißenberg                                          | 1984–1999                 | Süddeutschland                                                | |      |
| Riepp                      | Karl Joseph Riepp | Dijon                                                    | 18. Jh.                   | Frankreich                                                    | |      |
| Rösel & Hercher            | Rösel & Hercher Orgelbau Andreas Rösel, Holger Hercher                                                                         | Saalfeld/Saale                                           | seit 1990                 | Thüringen                                                     | |      |
| Röver                      | Johann Hinrich Röver & Söhne OHG Johann Hinrich Röver, Ernst Röver, Heinrich Röver                                             | Stade                                                    | 1856–1926                 | Norddeutschland                                               | |      |
| Rohlfing                   | Johann Christian Rohlfing | Osnabrück, Quakenbrück                                   | 18.–20. Jh.               | Norddeutschland                                               | seit 1864 als Gebr. Rohlfing |      |
| Rohlfs                     | Arnold Rohlfs | Esens                                                    | 19. Jh.                   | Ostfriesland                                                  | Sohn von Johann Gottfried Rohlfs |      |
| Rohlfs                     | Johann Gottfried Rohlfs | Esens                                                    | 18./19. Jh.               | Ostfriesland                                                  | |      |
| Rommel                     | Johann Caspar Rommel | Hamburg                                                  | 1899–1950                 | Osthessen, Thüringen                                          | |      |
| Rother                     | Paul Rother | Hamburg                                                  | 1899–1950                 | Norddeutschland                                               | |      |
| Rühle                      | Wilhelm Rühle | Moritzburg                                               | seit 1932                 | Sachsen, Thüringen                                            | |      |
| Rühlmann                   | Orgelbau-Anstalt W. Rühlmann Wilhelm Rühlmann                                                                                  | Zörbig                                                   | 19./20. Jh.               | Mitteldeutschland                                             | |      |
| Runge                      | Johann Heinrich Runge | Hagenow                                                  | 1841–1885                 | Mecklenburg, Pommern                                          | |      |
| Runge                      | M. Runge, Hoforgelbauer, Frieses Nachf. Marcus Runge                                                                           | Schwerin                                                 | 1896–1965                 | Mecklenburg, Pommern                                          | Sohn von Johann Heinrich Runge, übernahm 1986 die Werkstatt von Friedrich Friese III |      |
| Sandtner                   | Orgelbau Sandtner Adolf Sandtner, Ignatz Sandtner                                                                              | Dillingen a. d. Donau                                    | seit 1935                 | Süddeutschland                                                | |      |
| Sattel                     | Paul Sattel | Hochspeyer, später Speyer                                | 1934–1960                 | Pfalz                                                         | Betrieb 1960 durch Hugo Wehr übernommen. |      |
| Sauer                      | W. Sauer Orgelbau Frankfurt (Oder) Wilhelm Sauer                                                                               | Frankfurt (Oder), später Müllrose                        | seit 1857                 | Ostdeutschland, Norddeutschland                               | 1972–1990 als VEB Frankfurter Orgelbau W. Sauer, Neugründung 2000 als W. Sauer Orgelbau Frankfurt (Oder) GmbH |      |
| Sauer                      | Westfälischer Orgelbau S. Sauer Siegfried Sauer                                                                                | Höxter                                                   | 1973 1999–2015            | Westfalen, Westdeutschland                                    | |      |
| Schädler                   | Johannes Schädler | Donaustauf                                               | 1995–2012                 | Süddeutschland                                                | |      |
| Schäf                      | Guido Hermann Schäf | Grünhainichen, später Freiberg                           | 1870–?                    | Sachsen                                                       | |      |
| Scheffler                  | Christian Scheffler | Sieversdorf                                              | seit 1990                 | Ostdeutschland, Nordeuropa                                    | |      |
| Scherer                    | Jacob Scherer, Hans Scherer d. Ä., Hans Scherer d. J., Fritz Scherer                                                           | Hamburg                                                  | 16./17. Jh.               | Norddeutschland                                               | |      |
| Scherpf                    | Orgelbau Wolfgang Scherpf Wolfgang Scherpf                                                                                     | Speyer                                                   | seit 1953                 | Südwestdeutschland                                            | |      |
| Schingnitz                 | Dieter Schingnitz | Iffeldorf-Staltach                                       | seit 1979                 | Süddeutschland                                                | |      |
| Schlimbach                 | Balthasar Schlimbach | Würzburg                                                 | 1836–1873                 | Mainfranken                                                   | Sohn von Johann Caspar Schlimbach, übernahm 1836 die verwaiste Werkstatt des ehemaligen Hoforgelbauers Seuffert in Würzburg                                                                                       |      |
| Schlimbach                 | Martin Joseph Schlimbach | Würzburg                                                 | 1873–1914                 | Mainfranken, Nordbaden, Rheinland                             | Sohn von Balthasar Schlimbach |      |
| Schmeisser                 | Wilhelm Eduard Schmeisser | Rochlitz                                                 | 1844–1975                 | Sachsen                                                       | |      |
| Schmerbach                 | Johann Wilhelm Schmerbach d. Ä.                                                                                                | Frieda                                                   | 18./19. Jh.               | Nordhessen, Eichsfeld, Südniedersachsen                       | |      |
| Schmid                     | Gerhard Janssen Schmid | Oldenburg                                                | 18./19. Jh.               | Ostfriesland                                                  | |      |
| Schmid                     | Johann Claussen Schmid | Oldenburg                                                | 19. Jh.                   | Oldenburger Land                                              | |      |
| Schmid                     | Johann Martin Schmid | Oldenburg                                                | 1881–1919                 | Oldenburger Land                                              | Übernommen durch Rohlfing |      |
| Schmid                     | Orgelbau Schmid Gerhard Schmid                                                                                                 | Kaufbeuren                                               | seit 1955                 | Süddeutschland                                                | |      |
| Schmid                     | Schmid Orgelbau Siegfried Schmid                                                                                               | Diepolz, später Knottenried                              | seit 1990                 | Süddeutschland                                                | |      |
| Schmidt                    | Paul Schmidt | Rostock                                                  | 18. Jh.                   | Mecklenburg                                                   | |      |
| Schmidt                    | Richard Schmidt | Gelnhausen                                               | 1921–1952                 | Hessen                                                        | Führte die Firma Ratzmann seit 1921 unter dem Namen „W. Ratzmann, Orgelbauanstalt, Inh. Rich. Schmidt“ |      |
| Schmidt                    | Bernhard Schmidt | Altenhaßlau (Linsengericht)                              | 1952–1994                 | Hessen                                                        | Sohn von Richard Schmidt |      |
| Schmidt                    | Orgelbau Andreas Schmidt Andreas Schmidt                                                                                       | Altenhaßlau (Linsengericht)                              | seit 1994                 | Hessen                                                        | Sohn von Bernhard Schmidt |      |
| Schnitger                  | Arp Schnitger | Hamburg                                                  | 17. Jh.                   | Hamburg, Nordeuropa                                           | Gilt als Vollender der norddeutschen Barockorgel. |      |
| Schöler                    | Christian Ernst Schöler | Bad Ems                                                  | 1793–1837                 | Rheinland                                                     | |      |
| Schöler                    | Johann Wilhelm Schöler | Bad Ems                                                  | 1748–1893                 | Rheinland                                                     | |      |
| Schönefeld                 | Orgelbau Schönefeld Karl-Heinz Schönefeld                                                                                      | Stadtilm                                                 | seit 1967                 | Hessen, Thüringen                                             | Nachfolgeunternehmen von Witzmann und Eifert in Stadtilm. |      |
| Scholtze                   | Gottlieb Scholtze | Ruppin                                                   | 18. Jh.                   | Ostdeutschland                                                | |      |
| Schorn                     | Franz Joseph Schorn | Kuchenheim                                               | 1868–1905                 | Westdeutschland                                               | |      |
| Schreiber                  | Johann Matthias Schreiber | Glückstadt                                               | 18. Jh.                   | Norddeutschland                                               | |      |
| Schrickel                  | Nicolaus Schrickel | Eilenburg                                                | 19. Jh.                   | Thüringen, Niederlausitz                                      | |      |
| Schuke                     | Alexander Schuke Potsdam Orgelbau Alexander Schuke                                                                             | Potsdam                                                  | seit 1894                 | Ostdeutschland, Norddeutschland                               | Hervorgegangen aus der Werkstatt von Gottlieb Heise. |      |
| Schuke                     | Karl Schuke Berliner Orgelbauwerkstatt Karl Schuke                                                                             | Berlin                                                   | seit 1950                 | Europa, USA                                                   | |      |
| Schulte                    | Orgelbau Schulte Siegfried Schulte                                                                                             | Kürten                                                   | seit 1978                 | Westdeutschland, Rheinland                                    | |      |
| Schulze                    | Johann Friedrich Schulze | Milbitz, später Paulinzella                              | 1815–1881                 | Ostdeutschland, Norddeutschland                               | Gilt neben Eberhard Friedrich Walcker als produktivster und fortschrittlichster deutscher Orgelbauer seiner Zeit.                                                                                                 |      |
| Schuster                   | Orgelbau A. Schuster & Sohn Andreas Schuster                                                                                   | Zittau, später Olbersdorf                                | seit 1869                 | Ostdeutschland, Westdeutschland                               | |      |
| Schuster                   | Orgelbau Carl Schuster & Sohn Carl Schuster                                                                                    | München                                                  | 1920–1974                 | Oberbayern                                                    | Zwischen den beiden Weltkriegen zusammen mit Magnus Schmid unter dem Firmennamen Schuster & Schmid |      |
| Schwarz                    | Wilhelm Schwarz & Sohn Wilhelm August Schwarz, Xaver Mönch, Egbert Pfaff                                                       | Überlingen                                               | 1873–2015                 | Südwestdeutschland                                            | |      |
| Schweimb                   | Andreas Schweimb | Einbeck                                                  | 17. Jh.                   | Niedersachsen                                                 | |      |
| Schwenk                    | Anton Schwenk | München                                                  | 1948–1961                 | Süddeutschland                                                | Betrieb 1961 durch Wilhelm Stöberl übernommen |      |
| Sebald/Oehms               | Orgelbau Trier Eduard Sebald, Rudolf Oehms                                                                                     | Trier                                                    | 1936–1992                 | Rheinland-Pfalz, Saarland                                     | |      |
| Seifert                    | Ernst Seifert | Bergisch Gladbach                                        | 1936–1967                 | Westdeutschland, Rheinland                                    | |      |
| Seifert                    | Orgelbau Ernst Seifert Walter Seifert                                                                                          | Köln-Mannsfeld                                           | 1885–1981                 | Westdeutschland, Rheinland                                    | |      |
| Seifert                    | Orgelbau Romanus Seifert & Sohn Romanus Seifert                                                                                | Kevelaer                                                 | seit 1906                 | Westdeutschland, Rheinland                                    | |      |
| Seuffert                   | Johann Philipp Seuffert | Würzburg                                                 | 18. Jh.                   | Unterfranken                                                  | Werkstatt 1836 von Balthasar Schlimbach übernommen. |      |
| Seuffert                   | Fürstlich Speyerischer Landorgelmacher Johann Ignaz Seuffert                                                                   | Offenburg, später Rastatt, Kirrweiler (Pfalz)            | 18. Jh.                   | Südwestdeutschland                                            | Sohn von Johann Philipp Seuffert |      |
| Sieber                     | Gebr. Sieber Orgelbau Johann Philipp Sieber                                                                                    | Holzkirchen im Ries                                      | 1932–ca. 1943 / ca. 1960  | Süddeutschland                                                | Werkstatträume 1964 von Deininger & Renner übernommen. |      |
| Siemann                    | Willibald Siemann | München                                                  | 1900–1944                 | Süddeutschland                                                | 1890–1900 gemeinsam mit Martin Binder als Binder & Siemann |      |
| Silbermann                 | Gottfried Silbermann | Dresden                                                  | 17./18. Jh.               | Sachsen, Elsass                                               | Bruder von Andreas Silbermann, gilt als der bedeutendste mitteldeutsche Orgelbauer der Barockzeit. |      |
| Simon (Landshut)           | Ekkehard Simon | Landshut, Ergolding                                      | 1962–1991                 | Süddeutschland                                                | |      |
| Simon (Borgentreich)       | Orgelbau Simon Lothar Simon | Muddenhagen                                              | seit 1969                 | Nordwestdeutschland                                           | |      |
| Sonreck                    | Franz Wilhelm Sonreck | Neviges, später Köln                                     | 19. Jh.                   | Rheinland                                                     | |      |
| Späth                      | Gebr. Späth Orgelbau Franz Xaver Späth, Albert Späth                                                                           | Mengen                                                   | 1894–1971                 | Westdeutschland, Süddeutschland                               | |      |
| Späth                      | Freiburger Orgelbau Hartwig und Tilmann Späth Hartwig Späth, Tilmann Späth                                                     | March (Breisgau)                                         | seit 1964                 | Westdeutschland, Süddeutschland                               | |      |
| Speith                     | Speith-Orgelbau Bernhard Speith                                                                                                | Rietberg                                                 | seit 1848                 | Europa, Südostasien                                           | |      |
| Sperling                   | Johann Caspar Sperling | Rostock                                                  | 18. Jh.                   | Nordostdeutschland                                            | |      |
| Stahlhuth                  | Orgelbauanstalt Georg Stahlhuth Georg Stahlhuth                                                                                | Aachen                                                   | seit 1864                 | Westdeutschland, Luxemburg                                    | |      |
| Staller                    | Staller Orgelbau Anton Staller                                                                                                 | Grafing bei München                                      | seit 1953                 | Süddeutschland                                                | |      |
| Stegemann                  | Regina Stegemann | Aurich                                                   | seit 1991                 | Ostfriesland, Oldenburger Land, Wesermarsch                   | |      |
| Stehle                     | Stehle Orgelbau Johann Stehle, Josef Stehle                                                                                    | Bittelbronn                                              | seit 1894                 | Südbaden                                                      | |      |
| Steinmann                  | Gustav Steinmann Orgelbau Gustav Steinmann                                                                                     | Vlotho                                                   | seit 1910                 | Westfalen                                                     | |      |
| Steinmeyer                 | G. F. Steinmeyer & Co. Georg Friedrich Steinmeyer                                                                              | Oettingen                                                | 1847–2001                 | Süddeutschland                                                | |      |
| Steinmeyer                 | Fritz Steinmeyer | Oettingen                                                | 1967–1993                 | Süddeutschland                                                | Sohn von Hans Steinmeyer |      |
| Steinmeyer                 | Hans Steinmeyer | Toledo (Ohio), später Oettingen                          | 1928–1967                 | Süddeutschland                                                | Sohn von Johannes Steinmeyer |      |
| Steinmeyer                 | Johannes Steinmeyer | Oettingen                                                | 1901–1928                 | Süddeutschland                                                | Sohn von Georg Friedrich Steinmeyer, sein bedeutendstes Werk war die Orgel im Passauer Dom |      |
| Steinmeyer                 | Paul Steinmeyer | Oettingen                                                | 1993–2001                 | Süddeutschland                                                | Enkel von Johannes Steinmeyer |      |
| Steinmeyer                 | Steinmeyer Orgelbau Inh. Karl Göckel Karl Göckel                                                                               | Epfenbach                                                | seit 2001                 |                                                               | |      |
| Steinmüller                | Christian Gottlob Steinmüller                                                                                                  | Grünhain                                                 | 19. Jh.                   | Sachsen                                                       | |      |
| Stellwagen                 | Friedrich Stellwagen | Lübeck                                                   | 17. Jh.                   | Nord- und Ostdeutschland                                      | |      |
| Stieffell                  | Johann Ferdinand Balthasar Stieffell                                                                                           | Offenburg, Rastatt                                       | 18./19. Jh.               | Baden                                                         | |      |
| Stockmann                  | Gebrüder Stockmann Bernhard Stockmann, Theodor Stockmann                                                                       | Werl                                                     | seit 1889                 | Westfalen, Mitteldeutschland                                  | |      |
| Stöberl                    | Wilhelm Stöberl | München                                                  | 1961–1994                 | München, Oberbayern                                           | Um 1990 von Guido Nenninger übernommen, später Übergabe an Münchner Orgelbau Johannes Führer. |      |
| Strohmer                   | Rudolf Strohmer | München                                                  | 1978–1989                 | Süddeutschland                                                | |      |
| Strebel                    | Orgelbau-Anstalt Strebel Johannes Strebel                                                                                      | Nürnberg                                                 | 1884–1920                 | Franken, Süddeutschland                                       | |      |
| Strobel                    | Julius Strobel | Frankenhausen                                            | 1842–1914                 | Thüringen                                                     | |      |
| Stuchs                     | Friedrich Stuchs | Nürnberg                                                 | 15. Jh.                   | Nürnberg, Speyer                                              | Erbaute 1454 eine neue Hauptorgel für den Kaiser- und Mariendom zu Speyer |      |
| Stumm                      | Johann Michael Stumm | Rhaunen                                                  | 18.–20. Jh.               | Hunsrück, Rheinland, Westdeutschland                          | Die Familie Stumm gehört zu den berühmtesten Orgelbauerdynastien Deutschlands. |      |
| Suckfüll                   | Daniel Suckfüll | Untererthal                                              | 1738–1802                 | Unterfranken                                                  | |      |
| Suckfüll                   | Johann Konstantin Suckfüll | Untererthal                                              | 1787–1848                 | Unterfranken                                                  | |      |
| Teschemacher               | Jacob Engelbert Teschemacher                                                                                                   | Wuppertal                                                | 18. Jh.                   | Bergisches Land, Niederlande                                  | |      |
| Thoma                      | Franz Thoma | Aitrang                                                  | 18. Jh.                   | Bayern                                                        | |      |
| Trampeli                   | Johann Paul Trampeli | Adorf                                                    | 18./19. Jh.               | Vogtland                                                      | |      |
| Trost                      | Johann Tobias Gottfried Trost                                                                                                  | Altenburg                                                | 17./18. Jh.               | Thüringen                                                     | |      |
| Trost                      | Tobias Heinrich Gottfried Trost                                                                                                | Altenburg                                                | 18. Jh.                   | Thüringen                                                     | Sohn von Johann Tobias Gottfried Trost, gilt als bedeutendster thüringischer Orgelbauer. |      |
| Turk                       | Anton Turk | Klausen                                                  | 1909–1974                 | Mittelmosel                                                   | |      |
| Tzschöckel                 | Orgelbau Tzschöckel Reinhart Tzschöckel                                                                                        | Althütte                                                 | seit 1972                 | Süddeutschland, Westdeutschland                               | |      |
| Vater                      | Christian Vater | Hannover                                                 | 18. Jh.                   | Kurfürstentum Hannover, Hochstift Osnabrück, Oldenburger Land | |      |
| Vier                       | Orgelbau Vier Peter Vier | Friesenheim                                              | seit 1965                 | Südwestdeutschland                                            | |      |
| Vleugels                   | Orgelbau Vleugels Hans Theodor Vleugels                                                                                        | Hardheim                                                 | seit 1967                 | Süddeutschland, Westdeutschland                               | Seit 1996 entstehen in Zusammenarbeit mit verschiedenen Künstlern Orgelgehäuse mit moderner Oberflächenbemalung.                                                                                                  |      |
| Voelkner                   | C. F. Voelkner Dünnow i. Pom. Christian Friedrich Voelkner                                                                     | Dünnow                                                   | 1859–1900                 | Hinterpommern, Russland, Ostafrika                            | |      |
| Voelkner                   | Paul Voelkner | Dünnow                                                   | 1900–1919                 | Pommern, Westpreußen                                          | Sohn von Christian Friedrich Voelkner |      |
| Voigt                      | Mitteldeutscher Orgelbau A. Voigt Arno Voigt                                                                                   | Bad Liebenwerda                                          | seit 1905                 | Ostdeutschland                                                | |      |
| Voit                       | Johann Georg Voit | Schweinfurt, Durlach                                     | 17.–19. Jh.               | Süddeutschland                                                | |      |
| Voit                       | H. Voit & Söhne Heinrich Voit                                                                                                  | Durlach                                                  | 1890–1932                 | Süddeutschland, Europa                                        | |      |
| Volckland                  | Franciscus Volckland | Erfurt                                                   | 18. Jh.                   | Thüringen                                                     | |      |
| Voltmann                   | Heinrich Voltmann | Klausen                                                  | 1858–1909                 | Mittelmosel                                                   | seit ca. 1900 gemeinsam mit Anton Turk |      |
| Wäldner                    | Friedrich Wilhelm Wäldner | Halle (Saale)                                            | 19. Jh.                   | Mitteldeutschland                                             | |      |
| Wagenbach                  | Eduard Wagenbach | Limburg an der Lahn                                      | 1932–2009                 | Westerwald, Hessen                                            | |      |
| Wagner                     | Joachim Wagner | Berlin                                                   | 18. Jh.                   | Mark Brandenburg, Berlin                                      | Bedeutendster Orgelbauer der Barockzeit in der Mark Brandenburg. |      |
| Walcker                    | Johann Eberhard Walcker | Cannstatt                                                | 1780–?                    | Süddeutschland, Westdeutschland                               | |      |
| Walcker                    | E. F. Walcker & Cie. Eberhard Friedrich Walcker                                                                                | Ludwigsburg                                              | 1821–1999                 | Süddeutschland, Europa                                        | Eberhard Friedrich Walcker gilt als der bedeutendste deutsche Orgelbauer des 19. Jahrhunderts. |      |
| Walcker-Mayer              | Orgelbau Gerhard Walcker-Mayer Gerhard Walcker-Mayer                                                                           | Bliesransbach                                            | seit 2000                 |                                                               | |      |
| Wang                       | Florentinus Wang | Hadamar                                                  | 17./18. Jh.               | Herzogtum Nassau, Hessen                                      | |      |
| Wastlhuber                 | Ludwig Wastlhuber | Mößling                                                  | 1952–1975                 | Oberbayern                                                    | Betrieb 1975 durch Friedrich Glockner übernommen. |      |
| Weber                      | Quirin Weber | Dachau                                                   | 1720–1750                 | Oberbayern                                                    | |      |
| Wegmann                    | Johann Benedikt Ernst Wegmann                                                                                                  | Frankfurt a. M.                                          | 18. Jh.                   | Hessen                                                        | Sohn von Philipp Ernst Wegmann |      |
| Wegmann                    | Johann Conrad Wegmann | Frankfurt a. M.                                          | 18. Jh.                   | Hessen                                                        | |      |
| Wegmann                    | Philipp Ernst Wegmann | Frankfurt a. M.                                          | 18. Jh.                   | Hessen                                                        | Sohn von Johann Conrad Wegmann |      |
| Wegscheider                | Orgelwerkstatt Wegscheider Kristian Wegscheider                                                                                | Dresden                                                  | seit 1989                 | Nord- und Osteuropa                                           | |      |
| Wehr                       | Hugo Wehr | Speyer, später Haßloch                                   | 1960–1990                 | Pfalz                                                         | Übernahm die Werkstatt von Paul Sattel nach dessen Tod. |      |
| Weidtmann                  | Peter Weidtmann d. Ä. | Ratingen                                                 | 1675–1760                 | Westfalen, Rheinland, Niederlande                             | Erste evangelische Orgelbauer im Rheinland |      |
| Weigle                     | Orgelbau Friedrich Weigle Carl Gottlieb Weigle                                                                                 | Stuttgart                                                | 1845–1880                 | Süddeutschland, Baden-Württemberg                             | |      |
| Weigle                     | Friedrich Weigle | Stuttgart, später Leinfelden-Echterdingen                | 1880–1906                 | Süddeutschland,                                               | |      |
| Weigle                     | Friedrich Weigle (Sohn) | Leinfelden-Echterdingen                                  | 1906–1958                 | Süddeutschland,                                               | In Zusammenarbeit mit der Harmoniumbaufirma J. & P. Schiedmayer entwickelte Weigle 1908 die sogenannte Parabrahm-Orgel, die als Ergänzung zu einer üblichen Pfeifenorgel über ein integriertes Harmonium verfügt. |      |
| Weigle                     | Fritz Weigle | Leinfelden-Echterdingen                                  | 1985–1958                 | Süddeutschland,                                               | |      |
| Weigle                     | Joachim F. Weigle Werkstätte für Orgelbau Joachim F. Weigle                                                                    | St. Johann                                               | 1986–2019                 | Süddeutschland                                                | |      |
| Weil                       | Orgelbau Gebrüder Weil Anton Weil, Carl Christian Weil                                                                         | Neuwied                                                  | 19. Jh.                   | Westdeutschland, Rheinland                                    | |      |
| Weimbs                     | Weimbs Orgelbau Josef Weimbs                                                                                                   | Hellenthal                                               | seit 1927                 | Westdeutschland, Rheinland                                    | |      |
| Weise                      | Orgelbau Weise Ignaz Weise | Passau, später Plattling                                 | seit 1889                 | Niederbayern, Oberpfalz, Franken, Baden                       | |      |
| Weise                      | Michael Weise | Plattling                                                | 1919–1969                 | Niederbayern, Oberpfalz, Franken, Baden                       | Adoptivsohn des Firmengründers Ignaz Weise |      |
| Weise                      | Reinhard Weise | Plattling                                                | 1969–2020                 | Niederbayern, Oberpfalz, Franken, Baden                       | Sohn von Michael Weise |      |
| Weiß                       | Joannes Andreas Weiß | Nabburg                                                  | 1750–1858                 | Schlesien                                                     | |      |
| Welte                      | M. Welte & Söhne Michael Welte                                                                                                 | Vöhrenbach                                               | 1832–1952                 | Süddeutschland, Westdeutschland                               | |      |
| Wender                     | Johann Friedrich Wender | Mühlhausen                                               | 17./18. Jh.               | Ostdeutschland                                                | |      |
| Wenthin                    | Johann Friedrich Wenthin | Emden                                                    | 18. Jh.                   | Ostfriesland                                                  | |      |
| West                       | Rowan West | Altenahr, später Nassau (Lahn)                           | 1987–2024                 | Rheinland, Norddeutschland                                    | Die Werkstatt in Altenahr wurde während der Flutkatastrophe vom 14./15. Juli 2021 vollständig zerstört. |      |
| Wiegleb                    | Johann Christoph Wiegleb | Wilhermsdorf                                             | 1690–1749                 | Ober- und Mittelfranken                                       | |      |
| Wilde                      | Antonius Wilde | Otterndorf                                               | 16. Jh.                   | Norddeutschland                                               | |      |
| Wilhelmy                   | Georg Wilhelm Wilhelmy | Weißenbach, später Stade                                 | 1766–1806                 | Hessen, Norddeutschland                                       | |      |
| Wilhelmy                   | Johann Georg Wilhelm Wilhelmy                                                                                                  | Stade                                                    | 19. Jh.                   | Orgellandschaft zwischen Elbe und Weser                       | Sohn von Georg Wilhelm Wilhelmy, nannte sich selbst bewusst Wilhelm, anlehnend an die frühere Namensgebung der Familie, um sich auch namentlich von seinem Vater abzusetzen.                                      |      |
| Winterhalter               | Claudius Winterhalter | Oberharmersbach                                          | seit 1983                 | Südwestdeutschland                                            | |      |
| Winzer                     | Friedrich Wilhelm Winzer | Wismar                                                   | 19. Jh.                   | Mecklenburg                                                   | |      |
| Witzmann                   | Johann Benjamin Witzmann | Stadtilm und Kleinrudestedt                              | 1803–1881 1840–1877       | Ostdeutschland                                                | |      |
| Woehl                      | Woehl Orgel Projekte Gerald Woehl                                                                                              | Marburg                                                  | seit 1966                 | Deutschland                                                   | |      |
| Wölfl                      | Alois Wölfl | Unterflossing                                            | 20. Jh.                   | Süddeutschland                                                | |      |
| Wolf                       | Vogtländischer Orgelbau Thomas Wolf Thomas Wolf                                                                                | Limbach (Vogtland)                                       | seit 1997                 | Ostdeutschland                                                | |      |
| Wolter                     | Orgelbau- und Restaurierungswerkstatt Rainer Wolter Rainer Wolter                                                              | Hamburg, später Zudar, Dresden                           | seit 1991                 | Mecklenburg-Vorpommern                                        | Spezialisiert auf Generalüberholung und Restauration. |      |
| WRK                        | WRK-Orgelbau Klaus Wendhack, Gerd Redeker, Friedrich Kreuzer                                                                   | München                                                  | 1969–2000                 | Süddeutschland                                                | Nach dem Ausscheiden von Klaus Wendhack 1995 in Redeker & Kreuzer Orgelbau umbenannt |      |
| Wünning                    | Georg Wünning | Großolbersdorf                                           | seit 1983                 | Sachsen                                                       | |      |
| Zeilhuber                  | Orgelbau Zeilhuber Josef Zeilhuber sen.                                                                                        | Altstädten                                               | seit 1927                 | Süddeutschland                                                | |      |
| Ziegltrum                  | Armin Ziegltrum | Mallersdorf-Pfaffenberg                                  | 1990–2010                 | Süddeutschland                                                | |      |
| Zimnol                     | Paul Zimnol | Kaiserslautern                                           | 1959–1990er Jahre         | Pfalz, Oberrhein                                              | |      |
| Zinck                      | Johann Philipp Zinck | Heegheim (?), später Assenheim, Wächtersbach             | 18./19. Jh.               | Wetterau, Kinzigtal                                           | |      |
| Zuberbier                  | Adolph Zuberbier | Halle (Saale)                                            | 18./19. Jh.               | Anhalt, Hannover                                              | |      |
|                            | Orgelbau Waltershausen Stephan Krause, Bernhard Kutter (2006 ausgeschieden s. Orgelbau Kutter), Joachim Stade, Dietmar Ullmann | Waltershausen                                            | seit 1991                 | Thüringen                                                     | |      |

## Frankreich
| Kurzname              | Offizielle Bezeichnung Gründer/Eigentümer                    | Sitz                                               | Bestehen              | hauptsächliches Verbreitungsgebiet                    | Bemerkungen | Bild |
| --------------------- | ------------------------------------------------------------ | -------------------------------------------------- | --------------------- | ----------------------------------------------------- | --- | ---- |
| Aubertin              | Bernard Aubertin                                             | Courtefontaine                                     | seit 1978             | Frankreich, Vereinigtes Königreich, Japan             | |      |
| Bergöntzle/Bergäntzel | Joseph Bergöntzle                                            | Ammerschwihr, später Einsiedeln                    | 18./19. Jh.           | Frankreich, Österreich                                | Sohn des Kunstschreiners und Orgelbauers Martin Bergäntzel |      |
| Cavaillé-Coll         | A. Cavaillé-Coll Fils & Cie Aristide Cavaillé-Coll           | Paris                                              | 19. Jh.               | Frankreich                                            | Aristide Cavaillé-Coll gilt als maître des maîtres („Meister der Meister“) des französisch-romantischen Orgelbaus und gehört zu den bedeutendsten Orgelbauern aller Zeiten. |      |
| Callinet              | François Callinet                                            | Elsass                                             | 19. Jh.               | Frankreich                                            | |      |
| Clicquot              | François-Henri Clicquot                                      | Paris                                              | 18. Jh.               | Frankreich                                            | |      |
| Clicquot              | Robert Clicquot                                              | Paris                                              | 18. Jh.               | Frankreich                                            | |      |
| Daldosso              | Jean Daldosso                                                | Gimont                                             | seit 1984             | Südfrankreich                                         | |      |
| Dom Bédos de Celles   | François Dom Bédos de Celles                                 | Bordeaux                                           | 18. Jh.               | Frankreich                                            | |      |
| Dupont                | Nicolas Dupont                                               | Malzéville                                         | 18. Jh.               | Lothringen                                            | |      |
| Garnier               | Marc Garnier                                                 | Les Fins                                           | seit 1972             | Lothringen                                            | Erbauer der Konzertorgel der Grand Hall des Tokyo Metropolitan Theatre |      |
| Gonzales              | Victor Gonzalez                                              | Paris, später Châtillon-sous-Bagneux               | seit 1921             | Frankreich                                            | Seit 1980 unter Leitung von Georges Danion und Annik Danion-Gonzalez als La Manufacture Languedocienne de Grandes Orgues                                                    |      |
| Haerpfer              | Haerpfer & Erman Johann Karl Härpfer                         | Boulay-Moselle                                     | 1863–1999             | Frankreich                                            | bis 1919 Dalstein-Hærpfer, 1919–1946 Manufacture Lorraine des Grandes Orgues                                                                                                |      |
| Kern                  | Alfred Kern & fils Alfred Kern                               | Straßburg                                          | 1953–2018             | Frankreich, Deutschland                               | Erbauer der Orgel der Frauenkirche in Dresden aus dem Jahr 2005 |      |
| Kern                  | Manufacture d'Orgue alsacienne Gaston Kern                   | Hattmatt                                           | 1969–2012             | Frankreich, Deutschland                               | Rekonstruierte 2002 die Silbermann-Orgel in Villingen |      |
| Kœnig                 | Manufacture d’Orgues Kœnig Jean-Georges Kœnig                | Sarre-Union                                        | seit 1945             | Frankreich, Elsass                                    | |      |
| Merklin               | J. Merklin-Schütze et Cie. Joseph Merklin, Friedrich Schütze | Paris, Lyon, früher Brüssel                        | ca. 1870              | Frankreich                                            | |      |
| Muhleisen             | Manufacture d’Orgues Muhleisen Ernest Mühleisen              | Straßburg                                          | seit 1941             | Frankreich, Schweiz, Deutschland                      | |      |
| Mutin                 | Mutin-Cavaillé-Coll Charles Mutin                            | Paris                                              | 1898–1941             | Frankreich                                            | Nachfolger von Aristide Cavaillé-Coll als Leiter des gleichnamigen Orgelbauunternehmens, das um 1941 mit Pleyel fusioniert wurde.                                           |      |
| Nollet                | Jean Nollet                                                  | Luxemburg                                          | 18. Jh.               | Luxemburg, Raum Trier                                 | Vater von Roman Benedikt Nollet und Johann Bernhard Nollet |      |
| Quoirin               | Pascal Quoirin                                               | Carpentras, später Saint-Didier                    | seit 1975             | Frankreich                                            | |      |
| Roethinger            | Orgelbau Roethinger Edmond Alexandre Roethinger              | Straßburg                                          | 1893–1969             | Elsass, Saarland                                      | |      |
| Rohrer                | Johann Georg Rohrer                                          | Straßburg                                          | 1712–1762             | Elsass, Baden                                         | |      |
| Silbermann            | Andreas Silbermann                                           | Straßburg                                          | 17./18. Jh.           | Elsass, Basel                                         | |      |
| Silbermann            | Johann Andreas Silbermann                                    | Straßburg                                          | 18. Jh.               | Elsass, Baden, Lothringen                             | Sohn von Andreas Silbermann |      |
| Spamann               | A. Spamann in Bolchen (Lothringen) Adrian Spamann            | Boulay-Moselle                                     | 1886–1928             | Lothringen, Saarland                                  | |      |
| Stiehr/Mockers        | Michael Stiehr, Xavery Mockers                               | Seltz                                              | 1780–1926             | Elsass                                                | |      |
| Verschneider          | Michel Verschneider                                          | Puttelange-aux-Lacs                                | 18./19. Jh.           | Lothringen, Elsass, Saarland                          | | ^    |
| Waltrin               | Charles Waltrin                                              | Remiremont                                         | Zweite Hälfte 17. Jh. | Vogesen                                               | Begründer der Orgelbauerfamilie Waltrin |      |
| Waltrin               | Joseph Waltrin                                               | Straßburg                                          | 18. Jh.               | Elsass                                                | Sohn von Charles Waltrin |      |
| Waltrin               | Johann Baptist Waltrin                                       | Straßburg, später Basel, Ensisheim und St. Ursanne | 18. Jh.               | Elsass, Kanton Bern, Burgundische Pforte, Kanton Jura | Sohn von Joseph Waltrin |      |
| Waltrin               | Humbert Waltrin                                              | Straßburg, später Brest                            | 18. Jh.               | Elsass, später Bretagne                               | Sohn von Joseph Waltrin |      |

## Italien
| Kurzname  | Offizielle Bezeichnung Gründer/Eigentümer                                       | Sitz    | Bestehen    | hauptsächliches Verbreitungsgebiet | Bemerkungen                                            | Bild |
| --------- | ------------------------------------------------------------------------------- | ------- | ----------- | ---------------------------------- | ------------------------------------------------------ | ---- |
| Antegnati | Bartolomeo Antegnati                                                            | Brescia | 15.–18. Jh. | Italien                            |                                                        |      |
| Callido   | Gaetano Callido                                                                 | Venedig | 18. Jh.     | Romagna                            |                                                        |      |
| Mascioni  | Fabbrica d'organi Mascioni Giacomo Mascioni                                     | Azzio   | seit 1820   | Italien                            |                                                        |      |
| Ruffatti  | Fratelli Ruffatti Antonio Ruffatti                                              | Padua   | seit 1940   | Europa, USA                        | Erbauer der Hazel-Wright-Orgel in der Christ Cathedral |      |
| Tamburini | Pontificia Fabbrica d’organi Comm. Giovanni Tamburini Giovanni Tamburini        | Crema   | 1893–1996   | Italien                            |                                                        |      |
| Tamburini | Pontificia Fabbrica d’organi Comm. Giovanni Tamburini Saverio Anselmi Tamburini | Crema   | seit 1996   | Italien                            |                                                        |      |
| Tamburini | Claudio Anselmi Tamburini                                                       | Asciano | seit 1996   | Italien                            |                                                        |      |

## Kanada
| Kurzname   | Offizielle Bezeichnung Gründer/Eigentümer                     | Sitz            | Bestehen  | hauptsächliches Verbreitungsgebiet | Bemerkungen               | Bild |
| ---------- | ------------------------------------------------------------- | --------------- | --------- | ---------------------------------- | ------------------------- | ---- |
| Brunzema   | Brunzema Organs Gerhard Brunzema                              | Fergus          | 1980–1991 | Kanada                             |                           |      |
| Casavant   | Joseph Casavant                                               | Saint-Hyacinthe | 19. Jh.   | Kanada                             |                           |      |
| Casavant   | Casavant Frères Joseph-Claver Casavant, Samuel-Marie Casavant | Saint-Hyacinthe | seit 1879 | Kanada, Nordamerika                | Söhne von Joseph Casavant |      |
| Létourneau | Orgues Létourneau Fernand Létourneau                          | Saint-Hyacinthe | seit 1979 | Kanada, USA                        |                           |      |
| Wolff      | Wolff & Associés Ltée Hellmuth Wolff                          | Laval           | 1968–2008 | Kanada, Nordamerika                |                           |      |

## Kroatien
| Kurzname | Offizielle Bezeichnung Gründer/Eigentümer | Sitz          | Bestehen  | hauptsächliches Verbreitungsgebiet | Bemerkungen | Bild |
| -------- | ----------------------------------------- | ------------- | --------- | ---------------------------------- | ----------- | ---- |
| Billich  | Carl Billich                              | Windischgrätz | 1842–1890 | Kroatien                           |             |      |

## Luxemburg
| Kurzname           | Offizielle Bezeichnung Gründer/Eigentümer                              | Sitz    | Bestehen  | hauptsächliches Verbreitungsgebiet | Bemerkungen | Bild |
| ------------------ | ---------------------------------------------------------------------- | ------- | --------- | ---------------------------------- | --- | ---- |
| Haupt Westenfelder | Luxemburger Orgelbau Georges Haupt, Nicolas Loewen, Georg Westenfelder | Lintgen | seit 1932 | Luxemburg                          | 1924 als Filiale der Orgelbauanstalt Georg Stahlhuth & Co gegründet. Neugründung 1963 nach Konkurs. 2021 von Schumacher Orgelbau übernommen. |      |

## Niederlande
| Kurzname       | Offizielle Bezeichnung Gründer/Eigentümer                        | Sitz                                       | Bestehen    | hauptsächliches Verbreitungsgebiet             | Bemerkungen                                                                         | Bild |
| -------------- | ---------------------------------------------------------------- | ------------------------------------------ | ----------- | ---------------------------------------------- | ----------------------------------------------------------------------------------- | ---- |
| Amoor          | Matthias Amoor                                                   | Groningen                                  | 18. Jh.     | Groninger Land, Ostfriesland                   |                                                                                     |      |
| Bätz           | J. Bätz & Co Johann Bätz, Jonathan Bätz                          | Utrecht                                    | 1739–1903   | Niederlande                                    |                                                                                     |      |
| Flentrop       | Flentrop Orgelbouw Hendrik Wicher Flentrop                       | Zaandam                                    | seit 1903   | Europa, Asien, Nord- und Mittelamerika         |                                                                                     |      |
| Freytag        | Heinrich Hermann Freytag                                         | Groningen                                  | 18./19. Jh. | Niederlande                                    |                                                                                     |      |
| Freytag        | Herman Eberhard Freytag                                          | Groningen                                  | 19. Jh.     | Niederlande                                    | Sohn von Heinrich Hermann Freytag                                                   |      |
| Heyneman       | Antonius Friedrich Gottlieb Heyneman                             | Nijmegen                                   | 18. Jh.     | Niederlande                                    | Sohn von Johann Andreas Heinemann                                                   |      |
| van den Heuvel | J. L. van den Heuvel Orgelbouw Jan Leendert van den Heuvel       | Dordrecht                                  | seit 1967   | Europa, USA                                    | Erbauer der Orgel von St-Eustache de Paris                                          |      |
| Hinsz          | Albertus Antonius Hinsz                                          | Groningen                                  | 18. Jh.     | Niederlande                                    |                                                                                     |      |
| Klop           | Klop Early Keyboard Instruments Gerrit Cornelius Klop            | Vleuten-De Meern, später Garderen          | seit 1966   | Mittel- und Nordeuropa, Australien, USA        | Bau vor allem von Truhenorgeln, aber auch größere Orgeln sowie Cembali und Spinette |      |
| Müller         | Christian Müller                                                 | Amsterdam                                  | 1720–1763   | Niederlande                                    | Erbauer der Orgel der St.-Bavo-Kirche in Haarlem                                    |      |
| Niehoff        | Hendrik Niehoff                                                  | ’s-Hertogenbosch                           | 16. Jh.     | Brabant                                        |                                                                                     |      |
| Niehoff        | Nicolaas Niehoff                                                 | ’s-Hertogenbosch, später Köln              | 16. Jh.     | Brabant, Raum Lüttich, Rheinland               | Sohn von Hendrik Niehoff                                                            |      |
| van Oeckelen   | Petrus van Oeckelen                                              | Glimmen                                    | seit 1821   | Niederlande                                    |                                                                                     |      |
| van der Putten | Winold van der Putten                                            | Winschoten, später Finsterwolde            | seit 1989   | Niederlande                                    |                                                                                     |      |
| Reil           | Orgelmakerij Reil Johann Reil                                    | Heerde                                     | seit 1934   | Benelux, Deutschland, Österreich, Skandinavien |                                                                                     |      |
| Rodensteen     | Hermann Raphael Rodensteen                                       | mehrere europäische Länder, später Zwickau | 16. Jh.     | Dänemark, Deutschland, Niederlande, Österreich |                                                                                     |      |
| Schnitger      | Franz Caspar Schnitger                                           | Zwolle                                     | 18. Jh.     | Niederlande                                    | Sohn von Arp Schnitger, nicht zu verwechseln mit Frans Casper Snitger               |      |
| Slegel         | Georg Slegel                                                     | Zwolle                                     | 16./17. Jh. | Niederlande, Nordwestdeutschland               | Orgeln nur noch in Resten erhalten                                                  |      |
| Snitger        | Snitger & Freytag Frans Casper Snitger, Heinrich Hermann Freytag | Groningen                                  | 18. Jh.     | Niederlande                                    | Frans Casper Snitger war der Enkel von Arp Schnitger                                |      |
| Timpe          | Johannes Wilhelmus Timpe                                         | Groningen                                  | 19. Jh.     | Niederlande                                    |                                                                                     |      |
| Verschueren    | Verschueren Orgelbouw Leon Verschueren                           | Heythuysen                                 | seit 1891   | Benelux, Deutschland, Skandinavien             |                                                                                     |      |

## Norwegen
| Kurzname | Offizielle Bezeichnung Gründer/Eigentümer | Sitz      | Bestehen  | hauptsächliches Verbreitungsgebiet | Bemerkungen                                            | Bild |
| -------- | ----------------------------------------- | --------- | --------- | ---------------------------------- | ------------------------------------------------------ | ---- |
| Jensen   | Claus Jensen                              | Trondheim | 1856–1889 | Norwegen                           | Gilt als einer der bedeutendsten Orgelbauer Norwegens. |      |

## Österreich
| Kurzname      | Offizielle Bezeichnung Gründer/Eigentümer                   | Sitz                                         | Bestehen            | hauptsächliches Verbreitungsgebiet                                                      | Bemerkungen | Bild |
| ------------- | ----------------------------------------------------------- | -------------------------------------------- | ------------------- | --------------------------------------------------------------------------------------- | --- | ---- |
| Achamer       | Sebastian Achamer                                           | Hall in Tirol                                | 17. Jh.             | Österreich, Süddeutschland                                                              | |      |
| Aigner        | Joseph Aigner                                               | Schwaz                                       | 19. Jh.             | Tirol, Südtirol                                                                         | |      |
| Allgäuer      | Helmut Allgäuer                                             | Theresienfeld, später Grünbach am Schneeberg | 1977–1997           | Österreich, Süddeutschland                                                              | |      |
| Allgäuer      | Christoph Allgäuer                                          | Würflach                                     | seit 1997           | Österreich                                                                              | Sohn von Helmut Allgäuer                                                                                                 |      |
| Behmann       | Anton Behmann                                               | Schwarzach (Vorarlberg)                      | 1873–1946           | Österreich                                                                              | Vater von Josef Behmann                                                                                                  |      |
| Behmann       | Josef Behmann                                               | Schwarzach (Vorarlberg)                      | 1850–1932           | Österreich, Süddeutschland                                                              | Sohn von Anton Behmann, die Werkstatt ging in Rieger Orgelbau auf.                                                       |      |
| Billich       | Bartholomäus Billich                                        | Schwarzach                                   | 19. Jh.             | Steiermark, Untersteiermark, Stajerska (Slowenien)                                      | |      |
| Breinbauer    | Orgelbauanstalt Breinbauer Josef Breinbauer                 | Haibach ob der Donau, später Ottensheim      | 1830–1920           | Österreich                                                                              | |      |
| Cäcilia       | Orgelbau Cäcilia AG Vinzenz Goller                          | Salzburg                                     | 1922–1928           | Österreich                                                                              | Zusammenschluss der Firmen Matthäus Mauracher, Franz Mauracher sowie Mertel & Dreher                                     |      |
| Capek         | Franz Capek                                                 | Krems an der Donau                           | 19./20. Jhdt.       | Österreich                                                                              | |      |
| Deutschmann   | Friedrich Deutschmann                                       | Komorn, Ungarn                               | 1768–1826           | Österreich-Ungarn, Süddeutschland                                                       | |      |
| Deutschmann   | Jacob Deutschmann                                           | Wünschendorf                                 | 1795–1853           | Österreich                                                                              | Neffe von Friedrich Deutschmann                                                                                          |      |
| Egedacher     | Christoph Egedacher                                         | Bogen, München, Salzburg                     | vor 1635–1706       | Süddeutschland Österreich                                                               | Sohn von Christoph Egedacher d.Ä.                                                                                        |      |
| Egedacher     | Johann Christoph Egedacher                                  | Salzburg                                     | 1706–1747           | Süddeutschland Österreich                                                               | Sohn von Christoph Egedacher                                                                                             |      |
| Egedacher     | Johann Rochus Egedacher                                     | Salzburg                                     | 1747–1785           | Österreich                                                                              | Sohn von Johann Christoph Egedacher                                                                                      |      |
| Eppel         | Philipp Eppel                                               | Wien                                         | 1928–2017           | Österreich                                                                              | |      |
| Enzenhofer    | Christoph Enzenhofer                                        | Bludesch                                     | seit 1978           | Österreich                                                                              | |      |
| Gatto         | Ignaz Gatto d. Ä.                                           | Wien, Krems                                  | 1708–1855           | Österreich                                                                              | |      |
| Gollini       | Herbert Gollini                                             | Wien                                         | 20. Jh.             | Österreich                                                                              | |      |
| Grafenauer    | Josef Grafenauer                                            | Egg (Kärnten)                                | 1824–1889           | Österreich, Süddeutschland                                                              | |      |
| Grafenauer    | Franz Grafenauer                                            | Egg (Kärnten)                                | 1860–1935           | Österreich                                                                              | Sohn von Josef Grafenauer                                                                                                |      |
| Heftner       | Friedrich Heftner                                           | Krems an der Donau                           | seit 1981           | Österreich                                                                              | |      |
| Hencke        | Johann Hencke                                               | Wien                                         | 1697–1766           | Österreich                                                                              | Einer der bedeutendsten Orgelbauer der Barockzeit in Wien                                                                |      |
| Hesse         | Carl Hesse                                                  | Triest, später Wien                          | 19. Jh.             | Niederösterreich, Adriaregion, Ungarn, Slowenien, Kroatien, Siebenbürgen, Ukraine u. a. | Gilt als einer der bedeutendsten und produktivsten Orgelbauer in der österreichisch-ungarischen Monarchie im 19. Jh.     |      |
| Hitsch        | Orgelbau Hitsch Roland Hitsch                               | Salzburg                                     | seit 2001           | Österreich                                                                              | |      |
| Hradetzky     | Gregor Hradetzky                                            | Krems                                        | 20. Jh.             | Österreich                                                                              | Erbaute gemeinsam mit Ronald Sharp 1979 die Orgel für das Opernhaus Sydney                                               |      |
| Hradetzky     | Gerhard Hradetzky                                           | Krems                                        | seit 1974           | Österreich                                                                              | Sohn von Gregor Hradetzky                                                                                                |      |
| Kauffmann     | Johann M. Kauffmann                                         | Wien                                         | 19./20. Jh.         | Österreich u. a.                                                                        | Erbaute von 1956 bis 1960 die Orgel des Wiener Stephansdoms                                                              |      |
| Klebel        | Arnulf Klebel                                               | Wien                                         | 1927–2018           | Österreich u. a.                                                                        | |      |
| Kögler        | Orgelbau Kögler Christian Kögler                            | St. Florian                                  | seit 2003           | Österreich, Europa                                                                      | Nachfolgeunternehmen der Firma Orgelbau Breinbauer sowie der Oberösterreichischen Orgelbauanstalt (St. Florian / Kögler) |      |
| Lachewitzer   | Christoph Lachewitzer                                       | Freistadt                                    | 18. Jh.             | Österreich, Europa                                                                      | |      |
| Loyp          | Josef Loyp                                                  | Wien                                         | 1801–1877           | Österreich, Europa                                                                      | |      |
| Malleck       | Johann Gottfried Malleck                                    | Wien                                         | 18. Jh.             | Österreich                                                                              | |      |
| Mauracher     | Andreas Mauracher                                           | Fügen                                        | 18./19. Jh.         | Österreich                                                                              | |      |
| Mauracher     | Mathias Mauracher                                           | Tirol                                        | 1788–1857           | Österreich                                                                              | |      |
| Mauracher     | Josef Mauracher                                             | St. Florian                                  | 19./20. Jh.         | Österreich                                                                              | |      |
| Mayer         | Gebrüder Mayer Georg Mayer                                  | Feldkirch                                    | seit 1872           | Österreich                                                                              | |      |
| Mertel        | Johann Josef Mertel                                         | Salzburg                                     | 1906–1922 1928–2011 | Österreich                                                                              | Von 1922 bis 1928 als Teil der Orgelbau Cäcilia AG                                                                       |      |
| Mooser        | Ludwig Mooser                                               | Salzburg, später Eger (Ungarn)               | 19. Jh.             | Österreich, Ungarn                                                                      | Erbauer der Orgel der Kathedrale Esztergom                                                                               |      |
| Niemeczek     | Der Orgelbau im Wienerwald Robert Niemeczek                 | Pressbaum                                    | 20./21. Jh.         | Österreich                                                                              | Bau von Drehorgeln und Restaurierungen                                                                                   |      |
| Novak         | Rudolf Novak                                                | Klagenfurt                                   | 20. Jh.             | Österreich, Niederösterreich, Kärnten                                                   | |      |
| Ottitsch      | Ottitsch (Orgelbauer)                                       | Ferlach                                      | 1981                | Österreich                                                                              | |      |
| Pfliegler     | Anton Pfliegler                                             | Miesbach                                     | 1736–1805           | Österreich, Deutschland,                                                                | |      |
| Pflüger       | Pflüger Orgelbau Martin Pflüger                             | Feldkirch                                    | 1979–2015           | Österreich, Deutschland, Schweiz, Italien, Polen, Japan, Belarus, Kasachstan, Slowakei  | |      |
| Pieringer     | Orgelbau Pieringer Johann Pieringer                         | Stadt Haag                                   | seit 1996           | Österreich, Deutschland, Kroatien                                                       | |      |
| Pirchner      | Orgelbau Pirchner Josef Reinisch I., später Johann Pirchner | Steinach am Brenner                          | 1825–2016           | Österreich, Südtirol                                                                    | |      |
| Pratzer       | Elias Pratzer (auch: Protzer)                               | Villach                                      | 1700–1784           | Österreich, Kärnten, Schlesien                                                          | |      |
| Riedl         | Bruno Riedl                                                 | Linz                                         | 1937–2019           | Österreich, Niederösterreich, Wien                                                      | |      |
| Rieger        | Rieger Orgelbau Franz Rieger                                | Schwarzach                                   | seit 1845           | Europa                                                                                  | |      |
| Sapl          | Josef Sapl                                                  | Kundl                                        | 1862–1925           | Tirol                                                                                   | |      |
| Ullmann       | Franz Ullmann                                               | Wien                                         | 19. Jh.             | Österreich                                                                              | |      |
| Walcker-Mayer | Orgelbau M. Walcker-Mayer Michael Walcker-Mayer             | Guntramsdorf, früher Wien                    | seit 1957           |                                                                                         | Ursprünglich eine Zweigniederlassung der E. F. Walcker & Cie.                                                            |      |
| Werner        | Friedrich Werner                                            | Graz                                         | 19. Jh.             | Steiermark                                                                              | |      |
| Windtner      | Georg Windtner                                              | St. Florian (Linz-Land)                      | seit 1954           | Österreich                                                                              | Spezialisiert auf Restaurierungen; Betrieb seit 1984 fortgeführt durch Franz Windtner.                                   |      |

## Polen
| Kurzname  | Offizielle Bezeichnung Gründer/Eigentümer | Sitz                                    | Bestehen    | hauptsächliches Verbreitungsgebiet | Bemerkungen                                                               | Bild |
| --------- | ----------------------------------------- | --------------------------------------- | ----------- | ---------------------------------- | ------------------------------------------------------------------------- | ---- |
| Biernacki | Hugo Ernst Biernacki                      | Płock, später Dobrin (Weichsel), Krakau | 19./20. Jh. | Polen, Litauen                     |                                                                           |      |
| Schlag    | Schlag & Söhne Christian Gottlieb Schlag  | Jauer, später Schweidnitz               | 1831–1923   | Schlesien                          | Übernahme der Orgelbaufirma von Gottfried Kiesewatter nach deren Konkurs. |      |
| Schuricht | Carl Friedrich Schuricht                  | Danzig                                  | 19./20. Jh. | Polen                              |                                                                           |      |
| Zych      | Zych Zakłady Organowe Dariusz Zych        | Wołomin                                 | 20./21. Jh. | Polen                              |                                                                           |      |

## Rumänien
| Kurzname   | Offizielle Bezeichnung Gründer/Eigentümer | Sitz      | Bestehen  | hauptsächliches Verbreitungsgebiet | Bemerkungen                                 | Bild |
| ---------- | ----------------------------------------- | --------- | --------- | ---------------------------------- | ------------------------------------------- | ---- |
| Péter      | Sándor Péter & Socii                      | Sânsimion |           | Rumänien, Deutschland              |                                             |      |
| Wegenstein | Carl Leopold Wegenstein                   | Timișoara | 1880–1948 | Südosteuropa, Banat, Siebenbürgen  | Bis 1945 wurden ca. 300 Orgeln ausgeliefert |      |

## Schweden
| Kurzname  | Offizielle Bezeichnung Gründer/Eigentümer       | Sitz      | Bestehen    | hauptsächliches Verbreitungsgebiet | Bemerkungen                                                                        | Bild |
| --------- | ----------------------------------------------- | --------- | ----------- | ---------------------------------- | ---------------------------------------------------------------------------------- | ---- |
| Åkerman   | Åkerman & Lund Orgelbyggeri Per Larsson Åkerman | Stockholm | seit 1860   | Schweden, Finnland                 |                                                                                    |      |
| Andersson | Gustaf Andersson                                | Stockholm | 18./19. Jh. | Schweden, Finnland                 |                                                                                    |      |
| Grönlund  | Grönlunds Orgelbyggeri J. W. Grönlund           | Luleå     | seit 1903   | Schweden, Finnland                 |                                                                                    |      |
| Schwan    | Olof Schwan                                     | Stockholm | 18./19. Jh. | Schweden                           | Gilt als einer der bedeutendsten Orgelbauer in Schweden in der Zeit des Spätbarock |      |

## Schweiz
| Kurzname         | Offizielle Bezeichnung Gründer/Eigentümer                      | Sitz                     | Bestehen  | hauptsächliches Verbreitungsgebiet | Bemerkungen                                            | Bild |
| ---------------- | -------------------------------------------------------------- | ------------------------ | --------- | ---------------------------------- | ------------------------------------------------------ | ---- |
| Caluori          | Arno Caluori                                                   | Says                     | seit 1981 | Schweiz                            |                                                        |      |
| Edskes           | Orgelbau Edskes Bernhardt Edskes                               | Wohlen                   | seit 1975 | Schweiz, Deutschland, Österreich   |                                                        |      |
| Erni             | Erni Orgelbau Erwin Erni II.                                   | Stansstad, später Stans  | seit 1981 | Schweiz                            |                                                        |      |
| Felsberg         | Orgelbau Felsberg                                              | Felsberg                 | seit 1968 | Schweiz                            | Gegründet als Tochtergesellschaft von Metzler Orgelbau |      |
| Füglister        | Orgelbau Füglister Hans-Jakob Füglister                        | Arbaz                    | seit 1960 | Schweiz                            |                                                        |      |
| Goll             | Orgelbau Goll Friedrich Goll                                   | Luzern                   | seit 1867 | Schweiz, Deutschland               |                                                        |      |
| Graf             | Orgelbau Graf Walter Graf                                      | Sursee, später Oberkirch | seit 1950 | Schweiz                            |                                                        |      |
| Hauser           | Orgelbau Hauser Armin Hauser                                   | Kleindöttingen           | seit 1970 | Schweiz                            |                                                        |      |
| Kuhn             | Orgelbau Kuhn Johann Nepomuk Kuhn                              | Männedorf                | seit 1864 | Europa                             |                                                        |      |
| Mathis           | Mathis Orgelbau Manfred Mathis                                 | Näfels                   | seit 1960 | Europa                             |                                                        |      |
| Metzler          | Metzler Orgelbau Jakob Metzler                                 | Dietikon                 | seit 1890 | Schweiz, Deutschland               |                                                        |      |
| Neidhart & Lhôte | Manufacture d’orgues St.-Martin Joseph Neidhart, Georges Lhôte | Chézard-Saint-Martin     | seit 1963 | Schweiz                            |                                                        |      |
| Späth            | Späth Orgelbau Emil Späth, Hubert Späth                        | Rüti                     | seit 1909 | Schweiz, Deutschland               |                                                        |      |
| Wälti            | Orgelbau Wälti Emil Wälti                                      | Bern, später Gümligen    | 20. Jh.   | Schweiz                            |                                                        |      |

## Slowenien
| Kurzname | Offizielle Bezeichnung Gründer/Eigentümer   | Sitz            | Bestehen    | hauptsächliches Verbreitungsgebiet           | Bemerkungen                                         | Bild |
| -------- | ------------------------------------------- | --------------- | ----------- | -------------------------------------------- | --------------------------------------------------- | ---- |
| Brandl   | Josef Brandls Orgelbau-Anstalt Josef Brandl | Maribor         | 19./20. Jh. | Slowenien, Österreich, Ungarn                |                                                     |      |
| Skrabl   | Anton Škrabl                                | Rogaška Slatina | seit 1990   | Slowenien, Kroatien, Österreich, Deutschland | Erster in Slowenien wirkender Orgelbauer seit 1940. |      |

## Spanien
| Kurzname   | Offizielle Bezeichnung Gründer/Eigentümer            | Sitz      | Bestehen  | hauptsächliches Verbreitungsgebiet | Bemerkungen | Bild |
| ---------- | ---------------------------------------------------- | --------- | --------- | ---------------------------------- | ----------- | ---- |
| Blancafort | Blancafort Orgueners de Montserrat Albert Blancafort | Collbató  | seit 1998 | Spanien                            |             |      |
| Bosch      | Jordi Bosch                                          | Granada   | 18. Jh.   | Spanien                            |             |      |
| Grenzing   | Gerhard Grenzing                                     | El Papiol | seit 1972 | Spanien, Europa, Korea, Japan, USA |             |      |

## Tschechien
| Kurzname        | Offizielle Bezeichnung Gründer/Eigentümer | Sitz         | Bestehen  | hauptsächliches Verbreitungsgebiet         | Bemerkungen | Bild |
| --------------- | ----------------------------------------- | ------------ | --------- | ------------------------------------------ | ----------- | ---- |
| Latzl           | Benedikt Latzl                            | Proßnitz     | 1818–1884 | Tschechien, Niederösterreich               |             |      |
| Neusser         | Johann Neusser                            | Neutitschein | 1828–1920 | Tschechien, Slowakei, Niederösterreich     |             |      |
| Reinold         | Ignaz Reinold                             | Wildschütz   | 1777–1848 | Tschechien, Niederösterreich               |             |      |
| Rieger-Kloss    | Franz Rieger, Josef Kloss                 | Krnov        | 1947–2015 | Tschechien, Slowakei, Österreich, Russland |             |      |
| Šlajch          | Vladimír Šlajch                           | Borovany     | seit 1975 | Tschechien, Österreich, Deutschland        |             |      |
| Sieber          | Johann David Sieber                       | Brünn        | 1670–1723 | Tschechien, Österreich                     |             |      |
| Silberbauer     | Josef Silberbauer                         | Znaim        | 18. Jh.   | Tschechien, Österreich                     |             |      |
| Vymola (Wymola) | Jan Výmola                                | Ptin         | 1722–1805 | Tschechien, Österreich                     |             |      |

## Vereinigtes Königreich
| Kurzname          | Offizielle Bezeichnung Gründer/Eigentümer                | Sitz                            | Bestehen    | hauptsächliches Verbreitungsgebiet       | Bemerkungen | Bild |
| ----------------- | -------------------------------------------------------- | ------------------------------- | ----------- | ---------------------------------------- | --- | ---- |
| Abbey             | John Abbey                                               | London, später Paris            | 19./20. Jh. | Vereinigtes Königreich, Frankreich       | |      |
| Barker            | Charles Spackman Barker                                  | Bath, später Paris              | 19. Jh.     | Vereinigtes Königreich, Frankreich       | Erfinder des Barkerhebels |      |
| Brindley & Foster | Brindley & Foster Charles Brindley, Albert Healey Foster | Sheffield                       | 1854–1939   | Vereinigtes Königreich                   | |      |
| Bryceson          | Henry Bryceson                                           | London                          | 1796–1917   | Vereinigtes Königreich                   | Unternehmen wurde mehrfach umbenannt: Bryceson & Sons (1859–1860), Bryceson & Fincham (1860), Bryceson & Sons (1860–1864), Bryceson Brothers (1864–1873), Bryceson & Morten (1873–1878), Bryceson & Ellis (1878–1882), Bryceson Brothers (1882–1888), Bryceson Brothers Ltd. (1888–1893), Bryceson Brothers (1893–1911), Kirkland & Bryceson (1911–1917) |      |
| Conacher          | Conacher and Co Peter Conacher                           | Huddersfield                    | 1854–1986   | Vereinigtes Königreich                   | von Henry Willis & Sons übernommen |      |
| Elliot            | Thomas Elliot                                            |                                 | 19. Jh.     | Vereinigtes Königreich                   | Unternehmen fortgeführt von William Hill & Son |      |
| Harrison          | Harrison & Harrison Thomas Harrison                      | Rochdale, später Durham         | seit 1861   | Vereinigtes Königreich                   | |      |
| Hill              | William Hill & Son William Hill                          | London                          | 19. Jh.     | Vereinigtes Königreich                   | Erbauer der Sydney Town Hall Grand Organ, einer der größten Orgeln der Welt |      |
| Keates            | Albert Keates                                            | Sheffield                       | 1885–1948   | Vereinigtes Königreich                   | Von Harris Organs of Birmingham übernommen. |      |
| Mander            | Mander Organs Noel Percy Mander                          | London                          | 1936–2020   | Australien, Vereinigtes Königreich u. a. | Von F.H Browne & Sons Organ Builders übernommen und unter dem Namen Mander Organ Builders fortgeführt. |      |
| Nicholson         | Nicholson & Co Ltd John Nicholson                        | Worcester                       | seit 1841   | Vereinigtes Königreich                   | |      |
| Walker            | J. W. Walker & Sons Ltd Joseph William Walker            | London, später Brandon, Devizes | seit 1828   | Vereinigtes Königreich, USA              | |      |
| Willis            | Henry Willis & Sons Henry „Father“ Willis                | London                          | seit 1821   | Australien, Vereinigtes Königreich u. a. | |      |

## Vereinigte Staaten
| Kurzname       | Offizielle Bezeichnung Gründer/Eigentümer                           | Sitz                                   | Bestehen    | hauptsächliches Verbreitungsgebiet | Bemerkungen                                                                                               | Bild |
| -------------- | ------------------------------------------------------------------- | -------------------------------------- | ----------- | ---------------------------------- | --- | ---- |
| Æolian-Skinner | Skinner Organ Company Ernest Martin Skinner                         | Dorchester                             | seit 1904   | USA                                | |      |
| Austin         | Austin Organs John T. Austin                                        | Hartford                               | seit 1898   | USA                                | |      |
| Dobson         | Dobson Pipe Organ Builders Lynn A. Dobson                           | Lake City                              | seit 1974   | USA                                | |      |
| Fisk           | CB Fisk Inc. Charles B. Fisk                                        | Gloucester                             | seit 1961   | USA                                | |      |
| Goodrich       | William M. Goodrich                                                 | Boston                                 | 1805–1833   | USA                                | Einer der ersten Orgelbauer in den USA                                                                    |      |
| Harris         | Murray M. Harris                                                    | Los Angeles                            | 19./20. Jh. | USA                                | Gilt als „Vater des Orgelbaus“ im US-amerikanischen Westen.                                               |      |
| Hendrickson    | Hendrickson Organ Company Charles Hendrickson                       | St. Peter                              | seit 1964   | USA                                | |      |
| Kegg           | Kegg Pipe Organ Builders Charles E. Kegg                            | Hartville                              | seit 1985   | USA                                | |      |
| Midmer-Losh    | Midmer-Losh Organ Company Reuben Midmer                             | Brooklyn                               | 1860–1938   | USA                                | Erbauer der Orgel der Atlantic City Convention Hall, der größten Orgel der Welt                           |      |
| Moeller        | M.P. Moeller Pipe Organ Company Mathias Peter Møller                | Greencastle                            | 1872–1992   | USA                                | |      |
| Oestreich      | Oestreich & Brother Organ & Melodion Manufactory Augustin Oestreich | Pottsville, später St. Clair           | 19./20. Jh. | USA (Pennsylvania)                 | Sohn von Johann Georg Oestreich                                                                           |      |
| Roosevelt      | Roosevelt Organ Works Hilborne Roosevelt                            | New York City, Baltimore, Philadelphia | 1872–1993   | USA                                | |      |
| Schlueter      | A.E. Schlueter Pipe Organ Company Arthur E. Schlueter, Jr.          | Lithonia                               | seit 1973   | USA                                | |      |
| Schoenstein    | Schoenstein & Co. Felix F. Schoenstein                              | San Francisco                          | seit 1877   | USA, Kanada                        | |      |
| Wurlitzer      | Rudolph Wurlitzer Company Franz Rudolph Wurlitzer                   | Cincinnati                             | 1910–1943   | USA, Vereinigtes Königreich        | Erbauer von Kinoorgeln („Mighty Wurlitzer“), Entstehung durch die Übernahme der Hope-Jones Organ Company. |      |